# 凱迪拉克DeVille系列
凱迪拉克DeVille是凱迪拉克自1958年從62系中獨立出來的大型豪華車款，雙門版的叫Coupe DeVille，四門版則叫Sedan DeVille，該系列於2005年停產，歷時46個年頭，共計8代，後繼車款為DTS。

## 歷史

### 命名

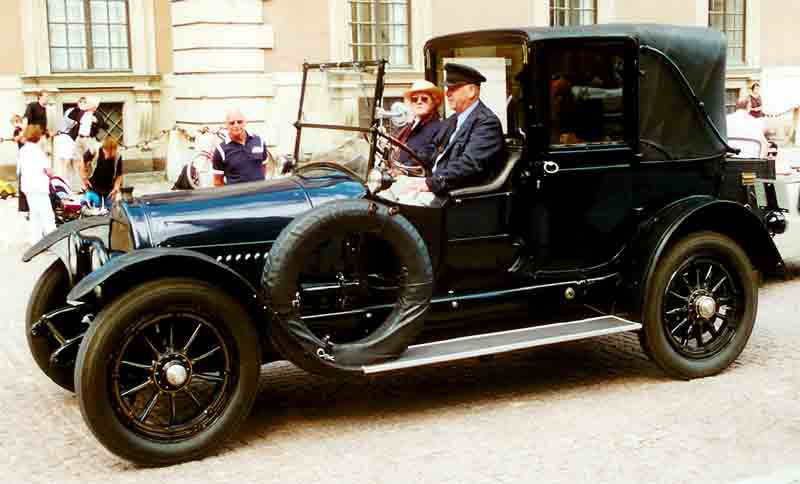
1917年凱迪拉克 57 V8 Town car

「DeVille」一詞源自於法文，意指「鄉鎮」，而「 coupé de ville」為法國汽車術語中的專有名詞，是城鎮內通勤的一種交通工具（類似於現在的計程車），而該車與當時一般汽車最大的差別在於駕駛與乘客是分開乘坐的，駕駛坐在外面，乘客則乘坐於車廂內，在美國則稱作sedanca de ville 或 town car。

### 62系中的 de ville

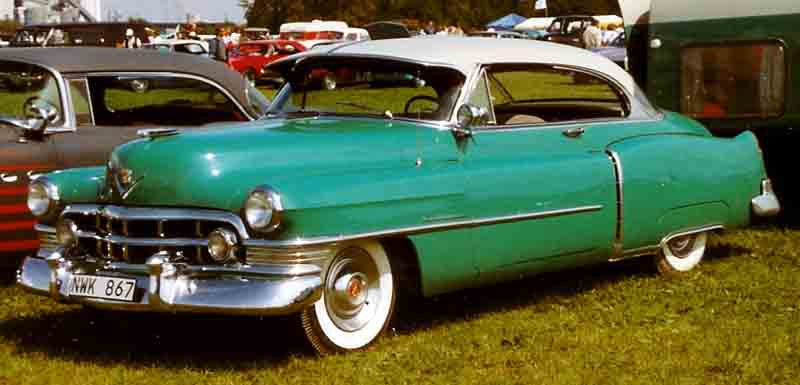
1950年凱迪拉克62系 Coupe de Ville

1949年，凱迪拉克62系推出了Coupe de Ville的版本，它是首批無B柱的硬頂跑車之一。售價為3,496美元（2021年為39,815美元），比其他62系敞篷版便宜1美元，並標配電動窗。第一年，62系 Coupe de Ville僅售出2,150台，到了隔年翻倍為4,507台，第三年更是突破至10,241台，超過當年62系 Club Coupe的銷量。
1956年，62系推出了四門版的deVille，稱作「Sedan de Ville」，除了價格提升之外，配備也更加豪華，首年即交出41,732台的亮眼成績，隨著如此的成功，凱迪拉克於1958年宣布將雙門的Coupe de Ville和四門的Sedan de Ville一同拉出並成為一個獨立的專屬車款，1964年則推出敞篷版本的DeVille。

## 第一代(1959–1960)

### 更名
1959年，第一代DeVille從62系列分家出來成為獨立車款，代號方面則從原本的62系改為6200系、Deville從62系獨立成為6300系、雙門版Eldorado獨立為6400系、四門版Eldorado Brougham從70系改為6900系。

### 配置
第一代DeVille與其他同年62系車款軸距皆為3,302毫米，全車長來到了5,715毫米，並配置6.4升OHV V8引擎，馬力為325匹，後輪驅動、四速自排。全車標配15吋輪圈、動力轉向、自排變速箱、雨刷、機油濾芯、後視鏡、兩段速雨刷調節、電動窗跟電動座椅，另外還可選擇四片窗戶或六片窗戶的版本。第一年銷量約為53,000台，占了當時凱迪拉克所有車款的37%。

### 小改款
1960年，外觀方面整體更加平滑內斂，取消尖頭造型的保險桿、全車的鍍鉻飾條也減少許多，車尾的尾翼縮小、剎車燈與倒車燈結合成一塊，並且一樣有四窗和六窗硬頂的版本。前者為一體成形的環繞式消光水平車頂，標配包括動力剎車、動力轉向、自排變速箱、雙倒車燈、兩段速雨刷調節、外後視鏡、化妝鏡、機油濾芯、電動窗和雙向電動座椅。技術亮點是翅片式後鼓和X型框架結構。內裝則採用Chadwick布料，或是可選配組合Cambray布料。

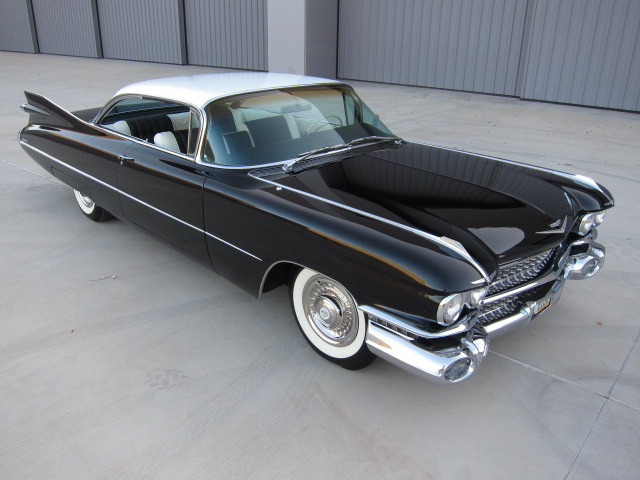
1959  Coupe Deville 車頭
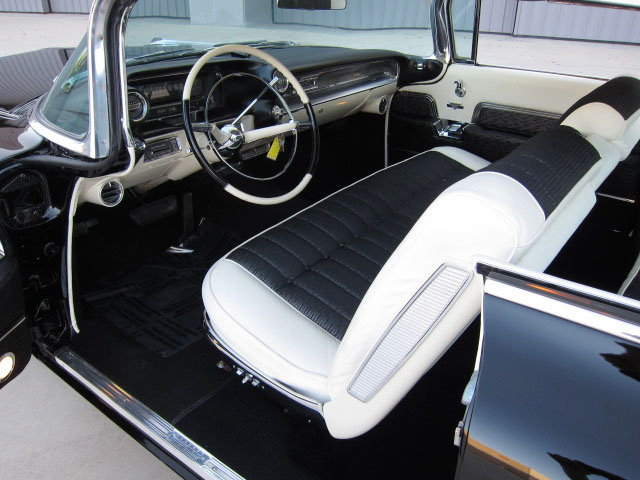
1959  Coupe Deville 內裝
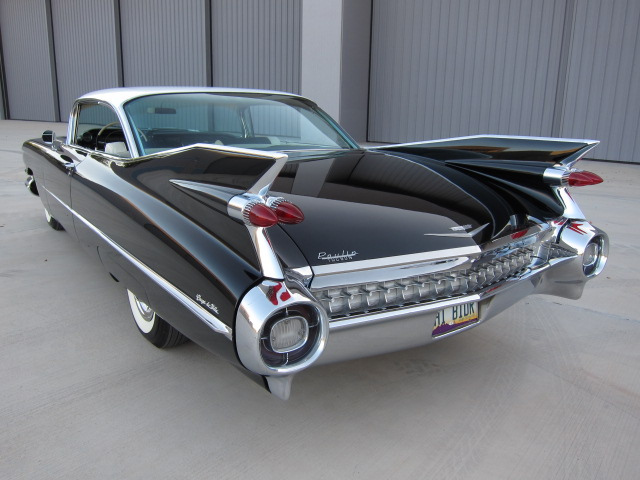
1959  Coupe Deville 尾部
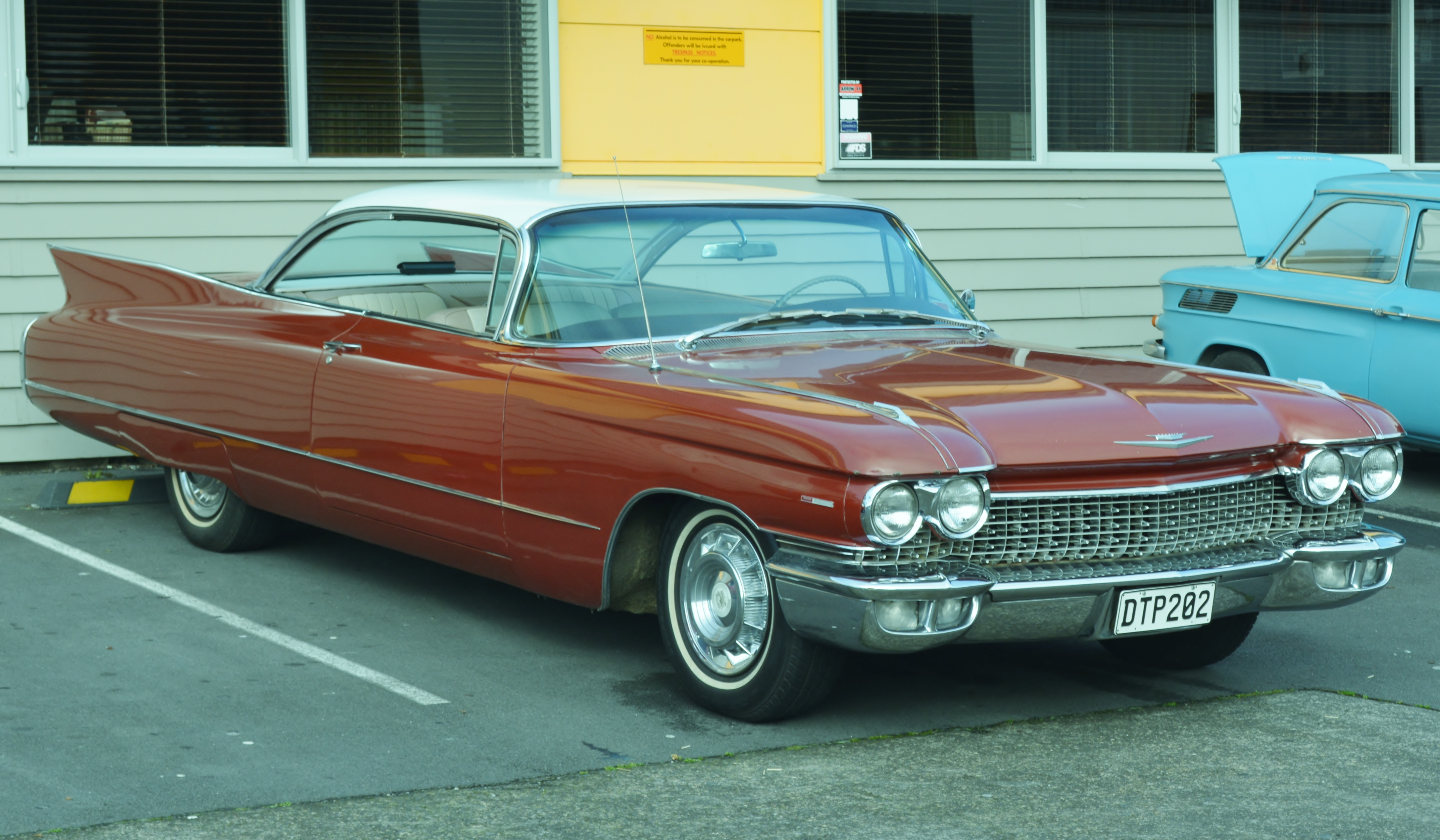
1960 Coupe Deville
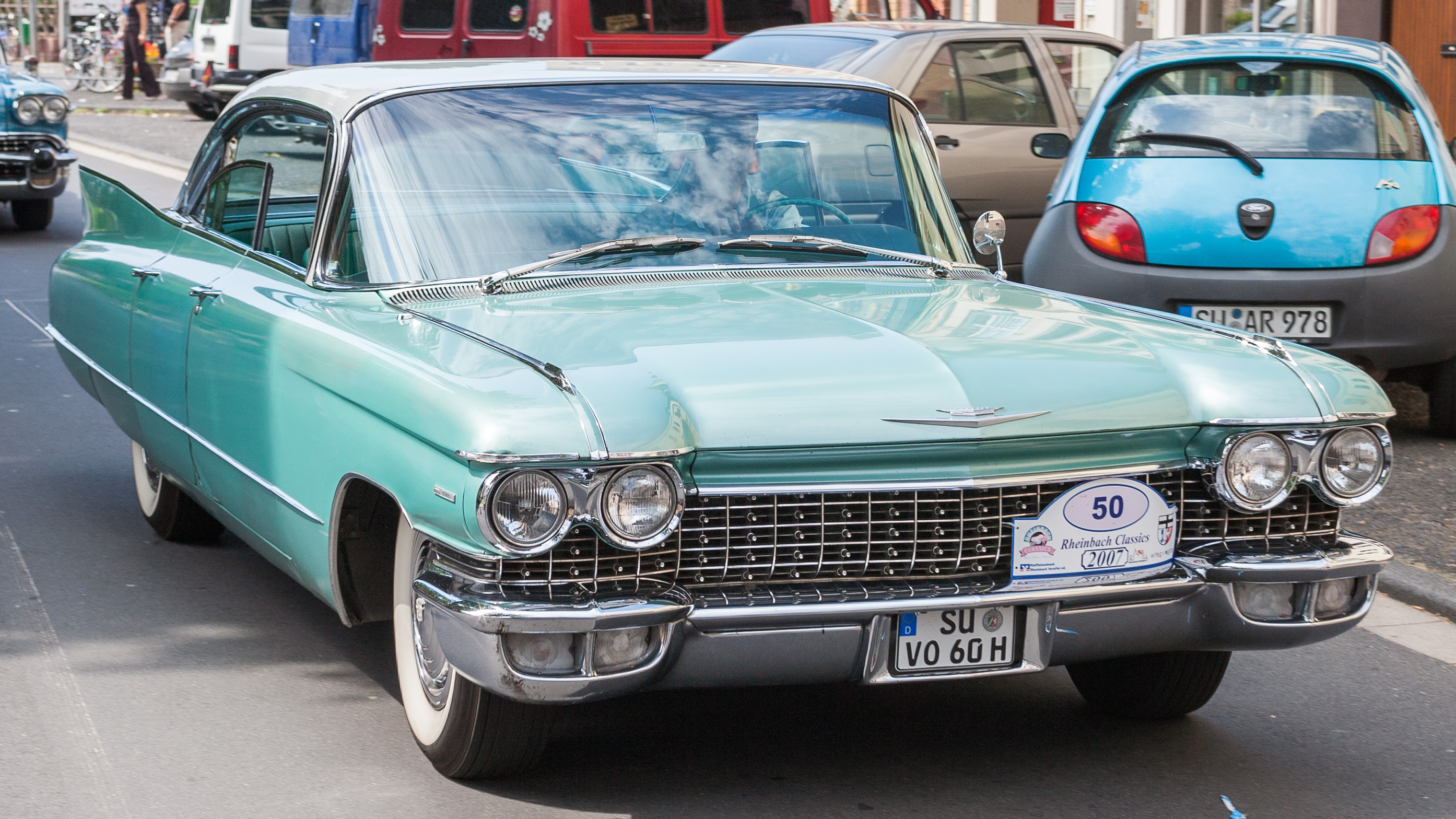
1960 Sedan Deville
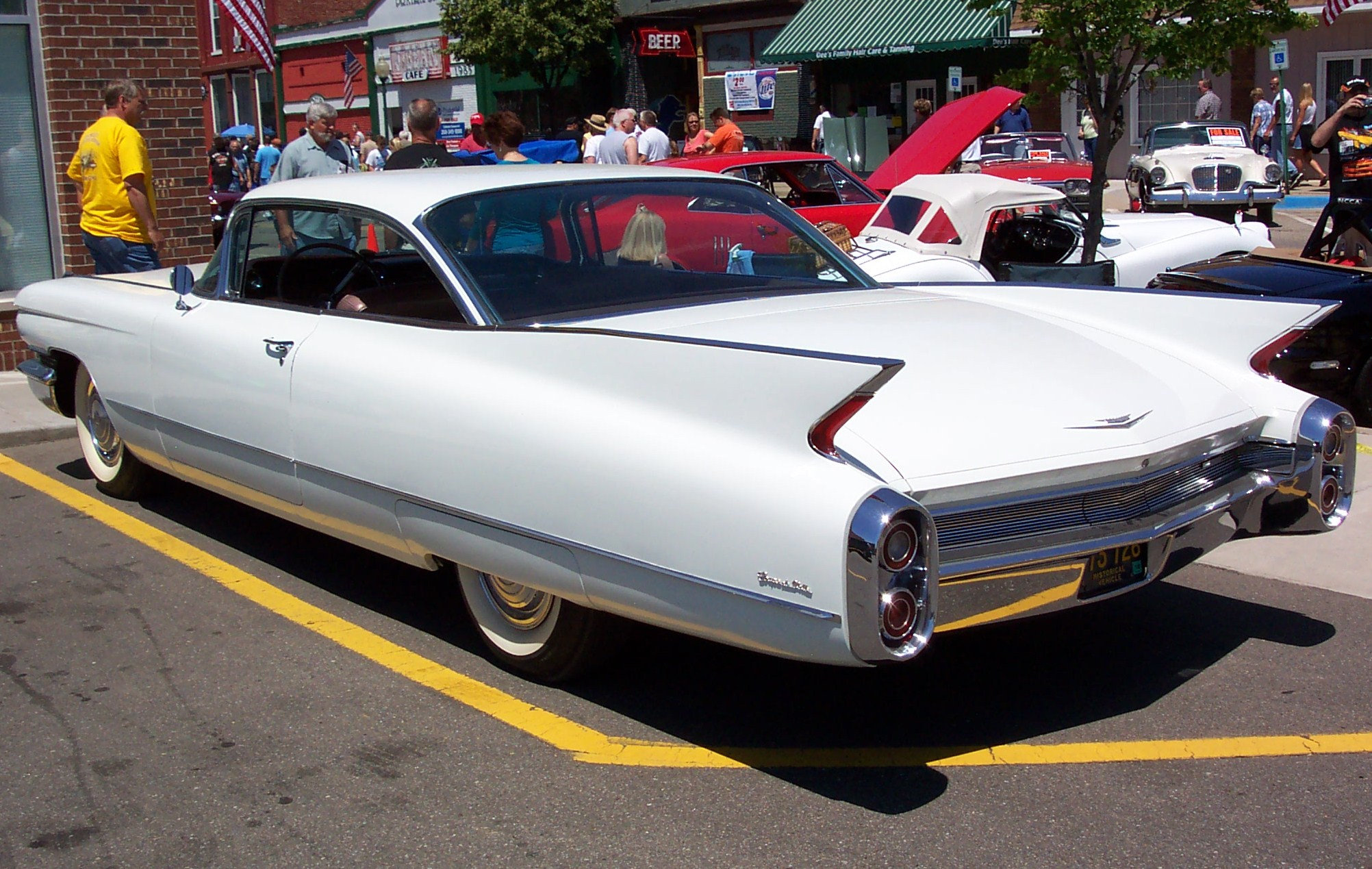
1960 Coupe DeVille 車尾
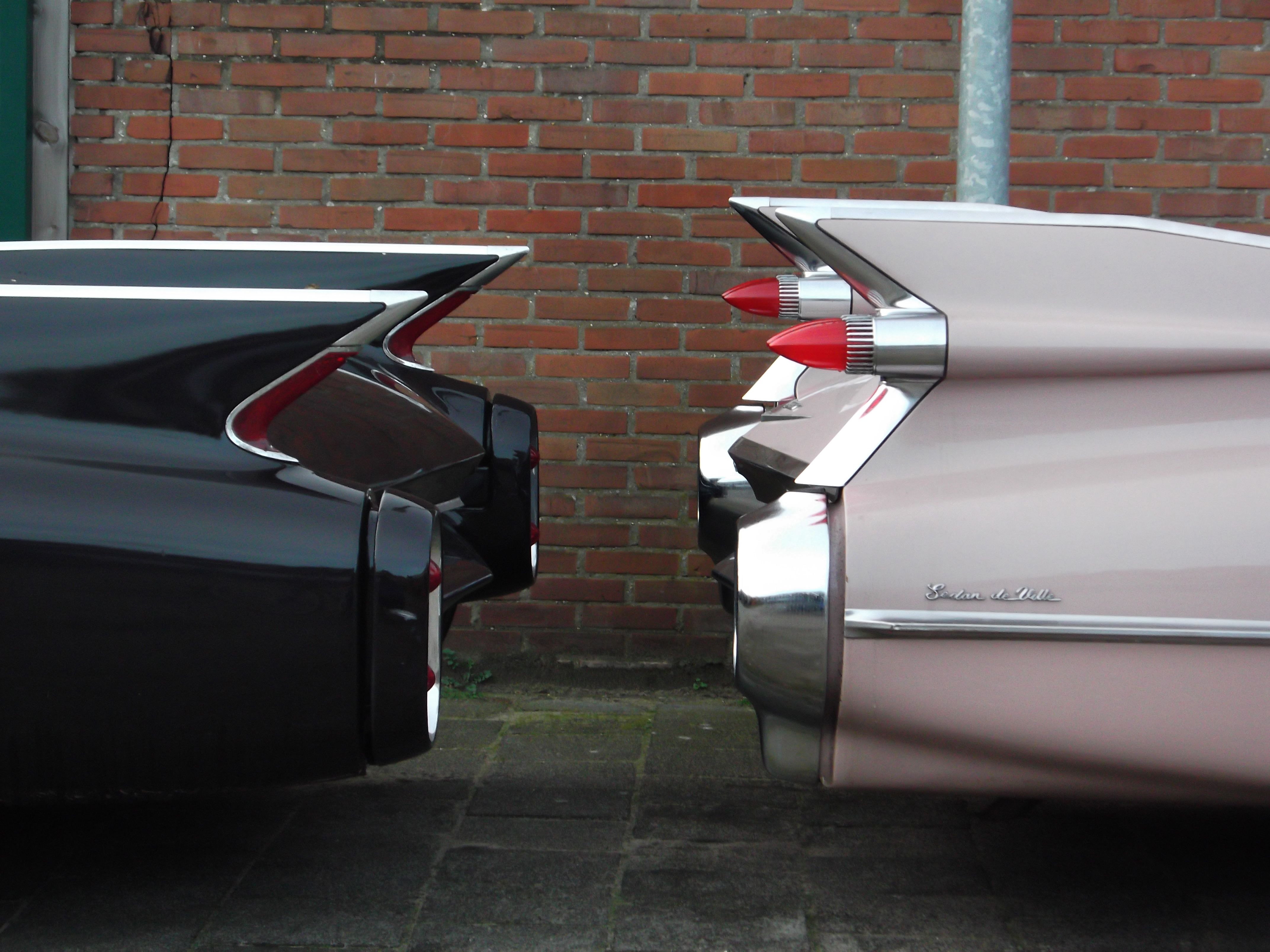
59年與60年式的車尾比較

## 第二代 (1961–1964)

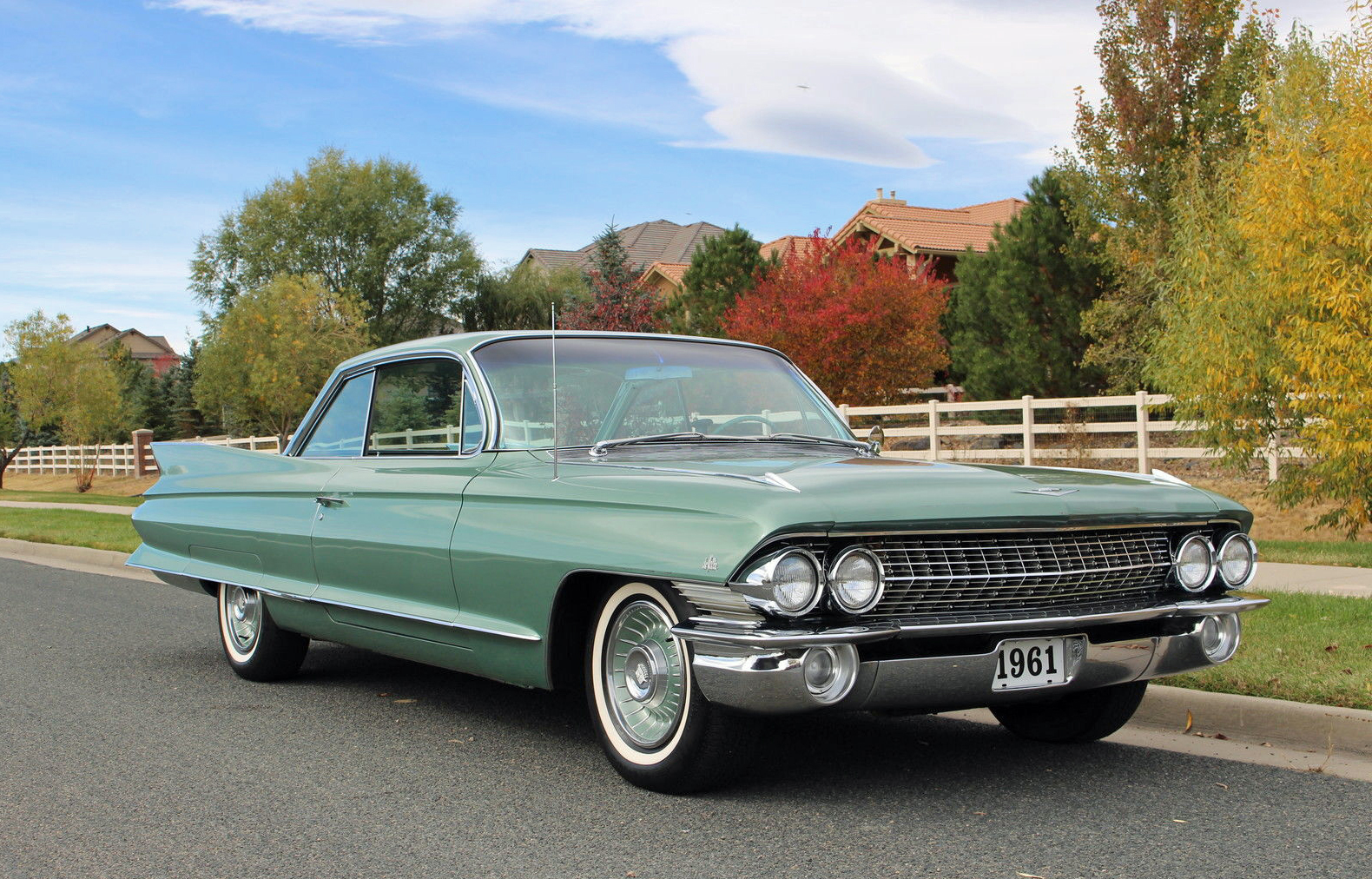
1961 Coupe DeVille

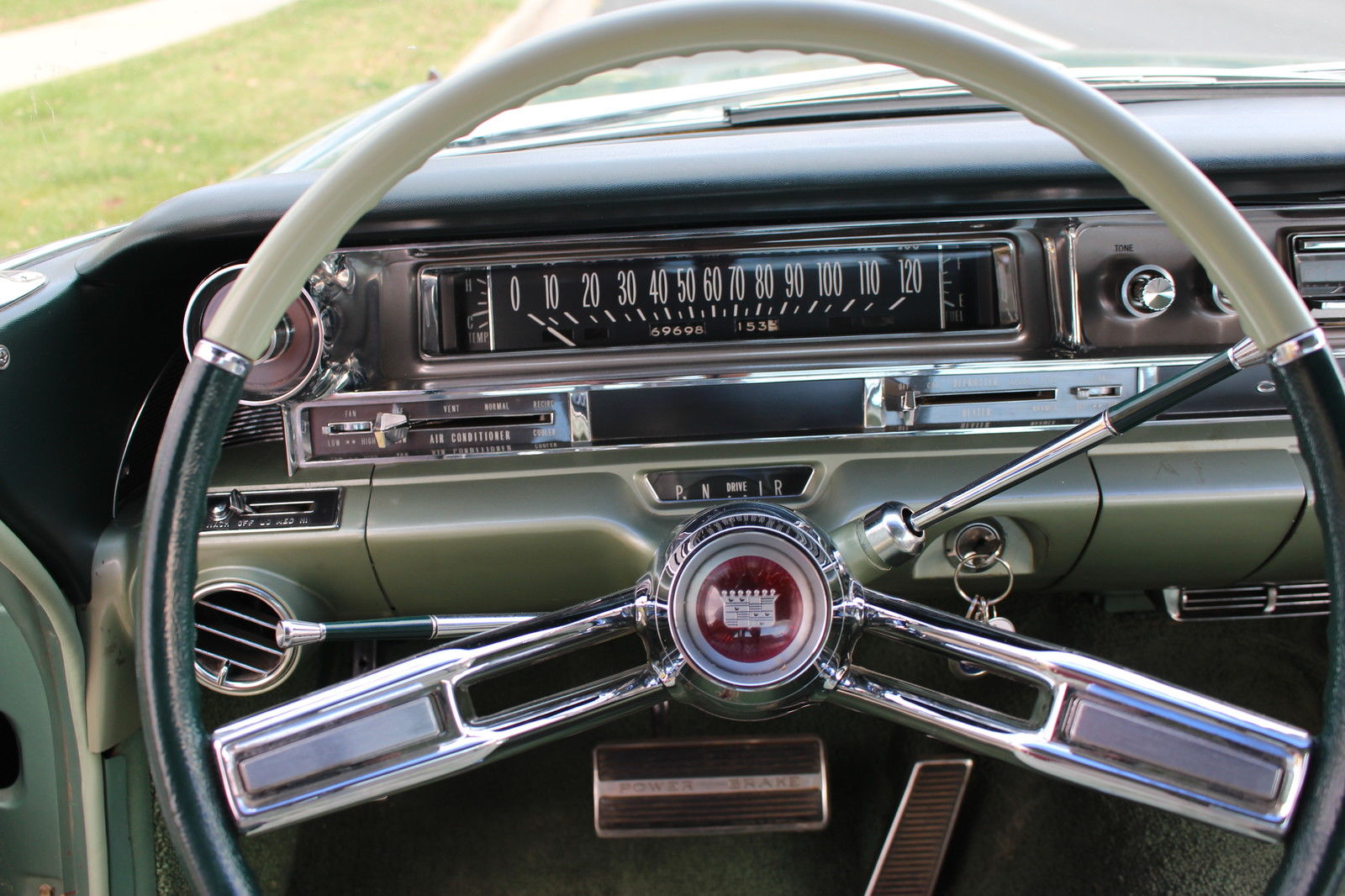
1961 Cadillac Coupe DeVille

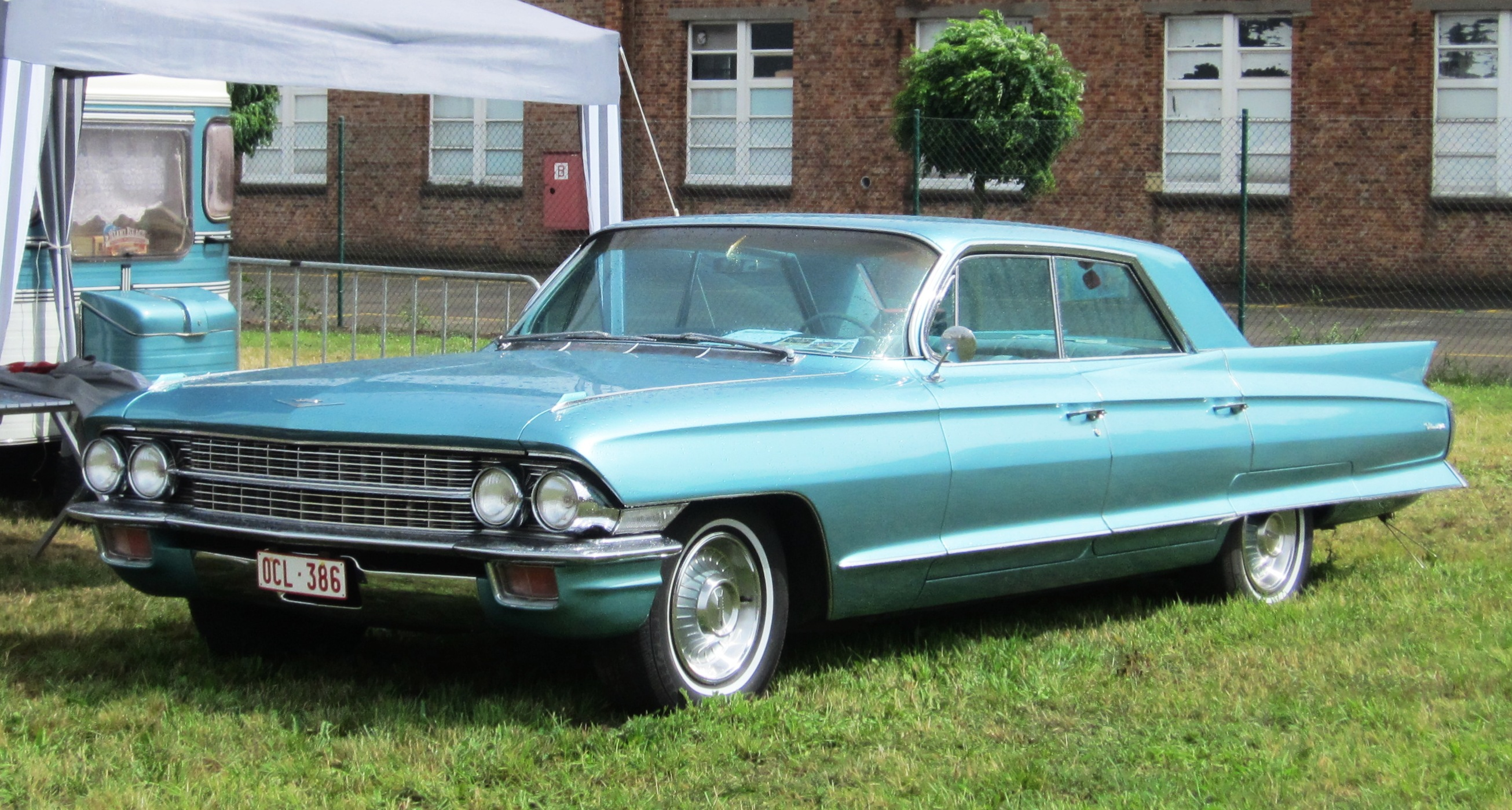
1962 Sedan de Ville

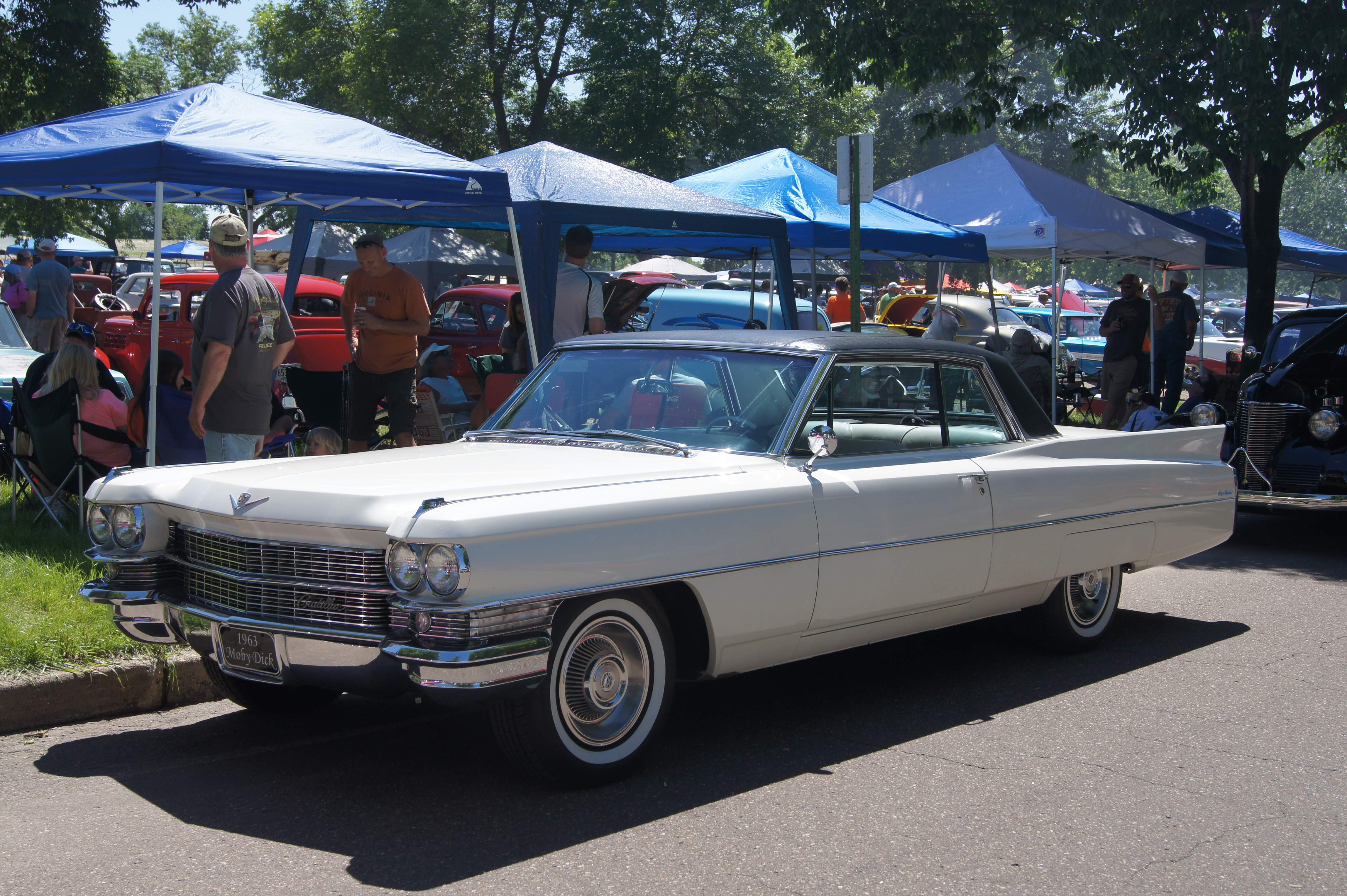
1963 Coupe DeVille

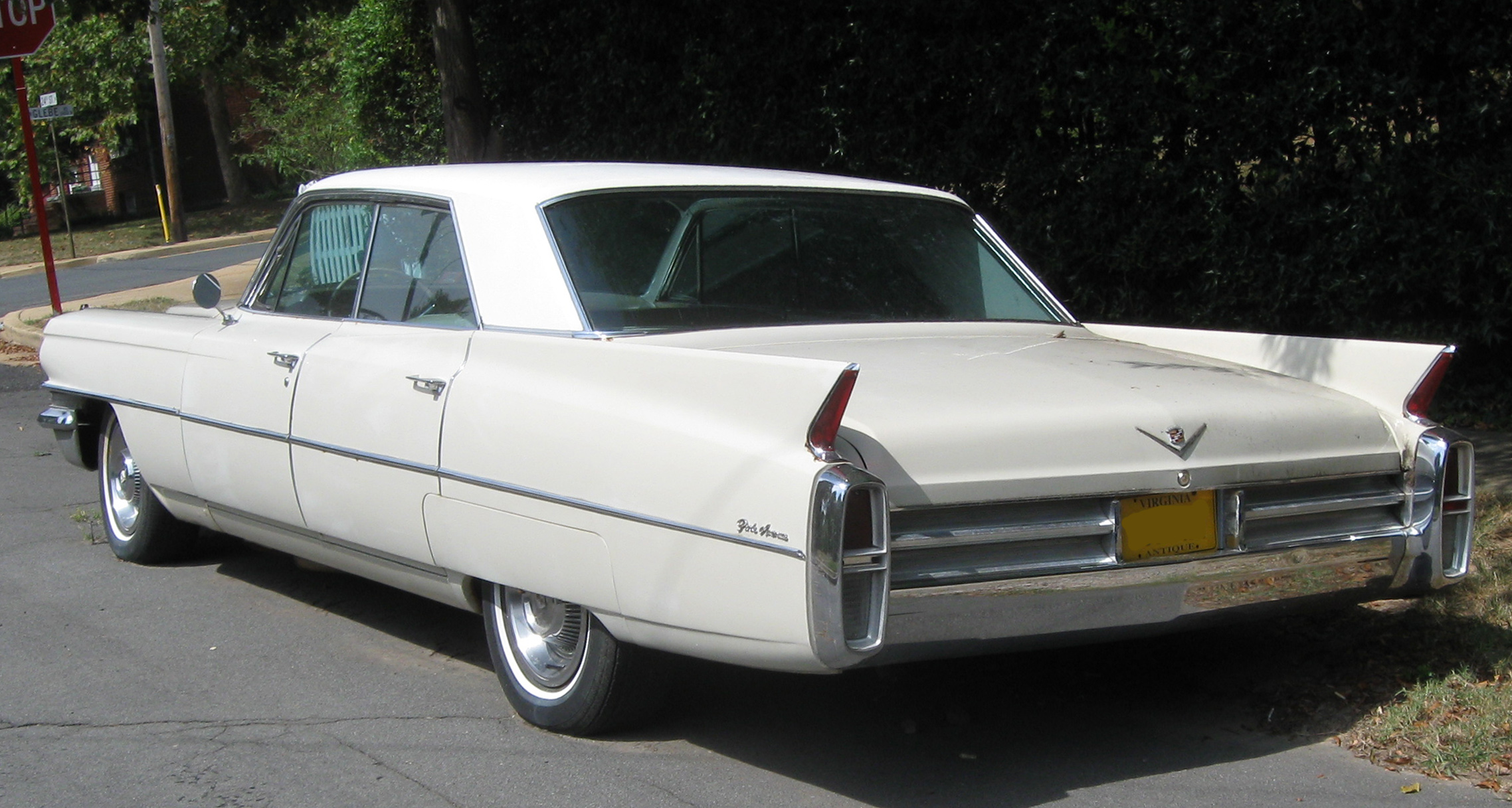
1963 DeVille Park Avenue

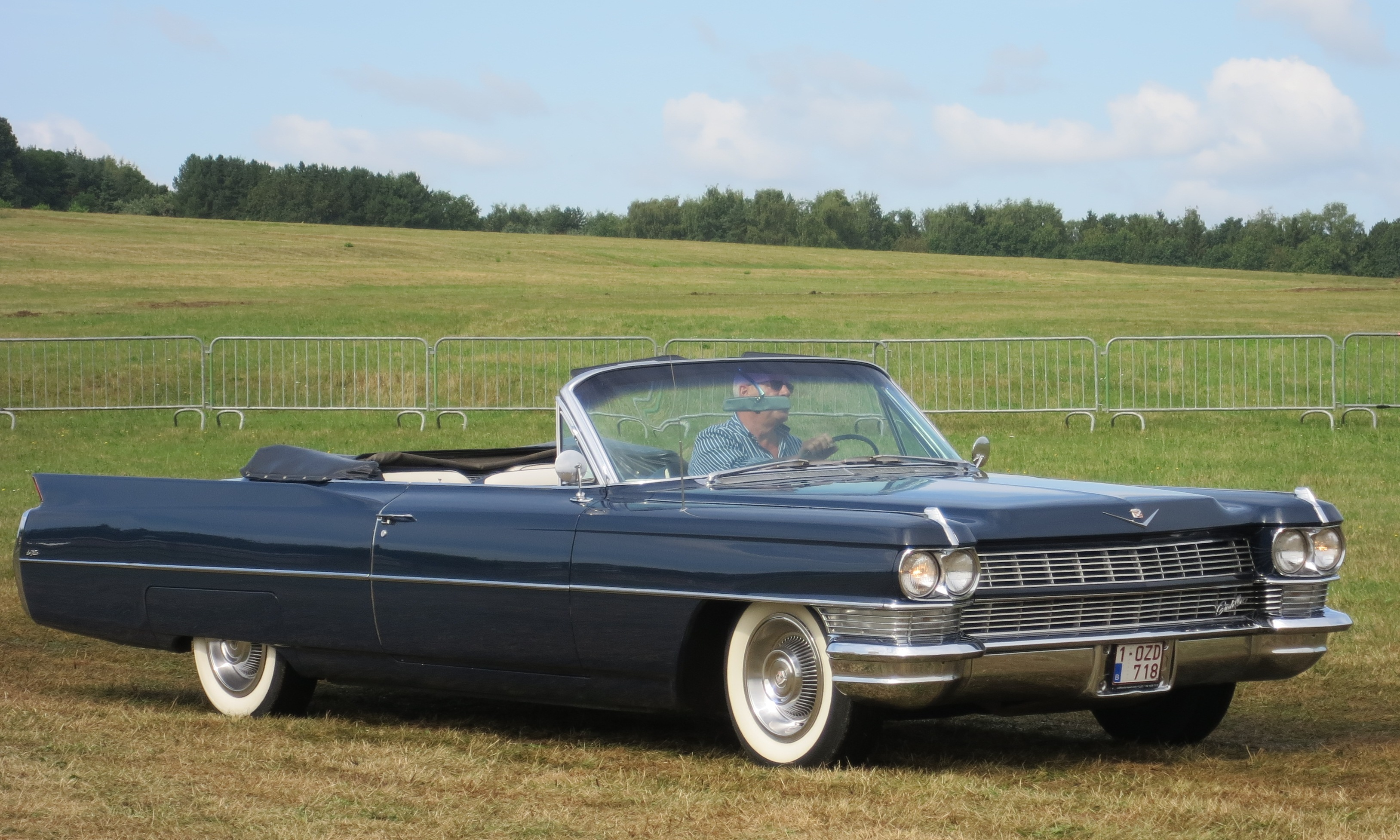
1964 DeVille 敞篷版

### 設計
第二代DeVille重新進行了設計，車頭部分保險桿與引擎蓋呈水平平行，車側線條採直線弧形連貫至尾部，車尾除了尾翼變小之外，下方還有做凸出的設計，有點類似飛彈的導流器，整體更加的簡潔俐落，具有科幻未來的感覺。

### 配備
全車標配動力剎車、動力轉向、自排變速箱、雙倒車燈、擋風玻璃噴水孔、兩段速雨刷調節、外後視鏡、化妝鏡、機油濾芯、電動窗和雙向電動座椅。

### 動力
引擎部分與前代相同，搭載6.4升 OHV V8引擎，可提供325匹馬力。

### 1962年小改款
1962年版的DeVille可以說是更加的精緻，水箱罩多了一條鍍鉻從左至右貫穿，也從ㄑ字型變成平面式的，左下角更多了Cadillac英文字樣。保險桿下方原本的圓形鍍鉻裝飾則因應法規改為方形的方向燈。

至於版本方面，原本短軸版的DeVille Town Sedan移到6200系列，之後短軸版的DeVille則改為Park Avenue，也從原本的六窗版本改為四窗版本，配備更是增加了電動後視鏡、玻璃除霧功能、前角燈，輪胎胎壁的白色面積也變細了，另外還針對防火牆隔熱、全車隔音做明顯地提升，銷售高達71,883台，占凱迪拉克車系總銷量的45%。

### 1963年大改款
這次大改款變化非常明顯，引擎蓋和葉子板皆重新設計，車頭多了11.7公分，尾翼也更小了，A柱彎曲的設計也取消了，車側從頭到尾皆為平面，方向燈位置也從保險桿上改成大燈下方。DeVille的文字標誌改貼至尾部腰線鍍鉻上緣。
內裝方面更是誇張，有羊毛、尼龍、皮革、木紋、儀錶板、鍍鉻等多種材質與樣式可供選擇，選配高達143種變化，創下汽車由史以來最多變化的內裝選配。

### 1964年小改款
這次小改款主要是把平面式水箱罩改為V字型前凸造型，角燈跟方向燈都移置車身兩側的輪胎前面，尾翼再度縮小，值得注意的部分是1964年首次推出了敞篷版本的DeVille。配備方面與1963年大致相同，僅多了業界首創的自動加熱空調系統Comfort Control（類似於現在的恆溫空調）。

引擎則提升至7.0升OHV V8，可產生340匹馬力（253.5千瓦），變速箱也更換成全新 Turbo-Hydramatic，DeVille銷量也同時達到驚人的110,379輛，占凱迪拉克銷量的近三分之二。

## 第三代 (1965–1970)

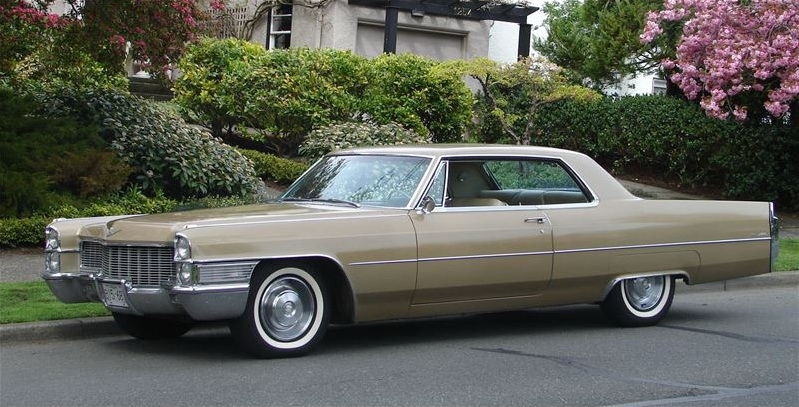
1965 Coupe DeVille

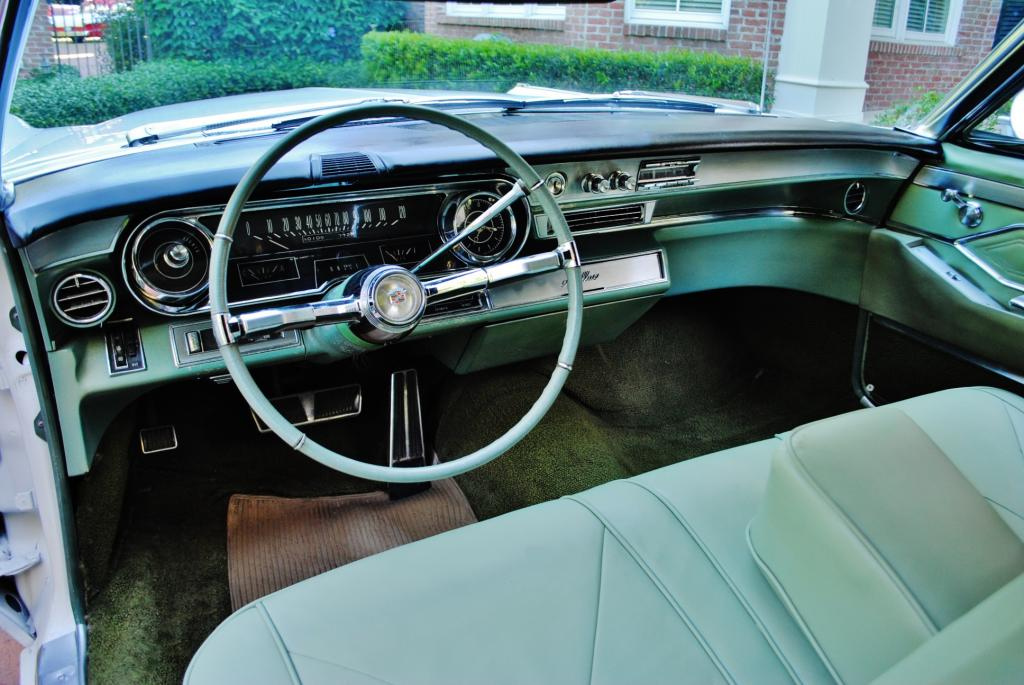
1965 DeVille (內裝)

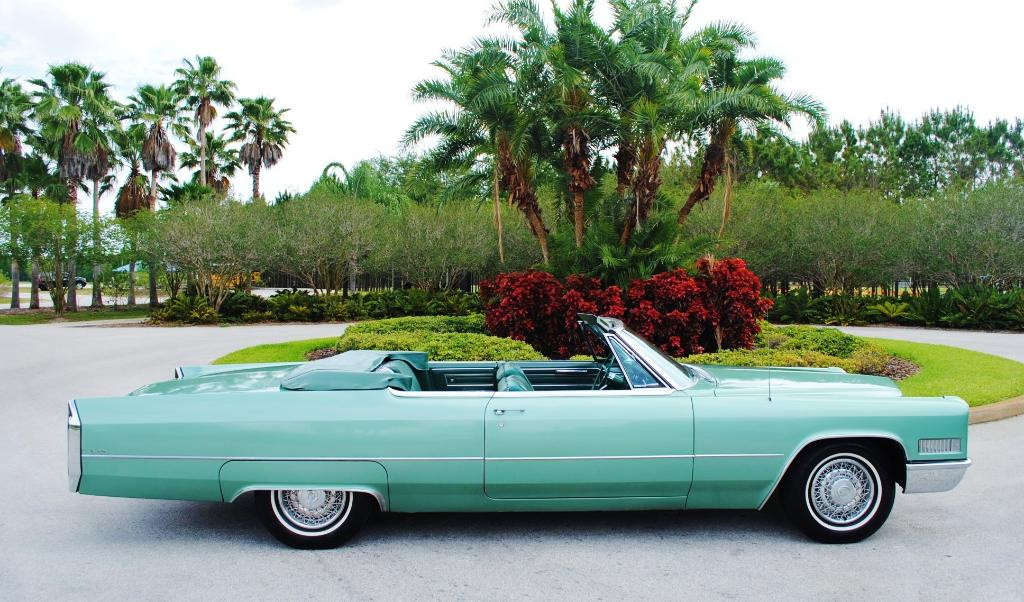
1966 Cadillac DeVille convertible

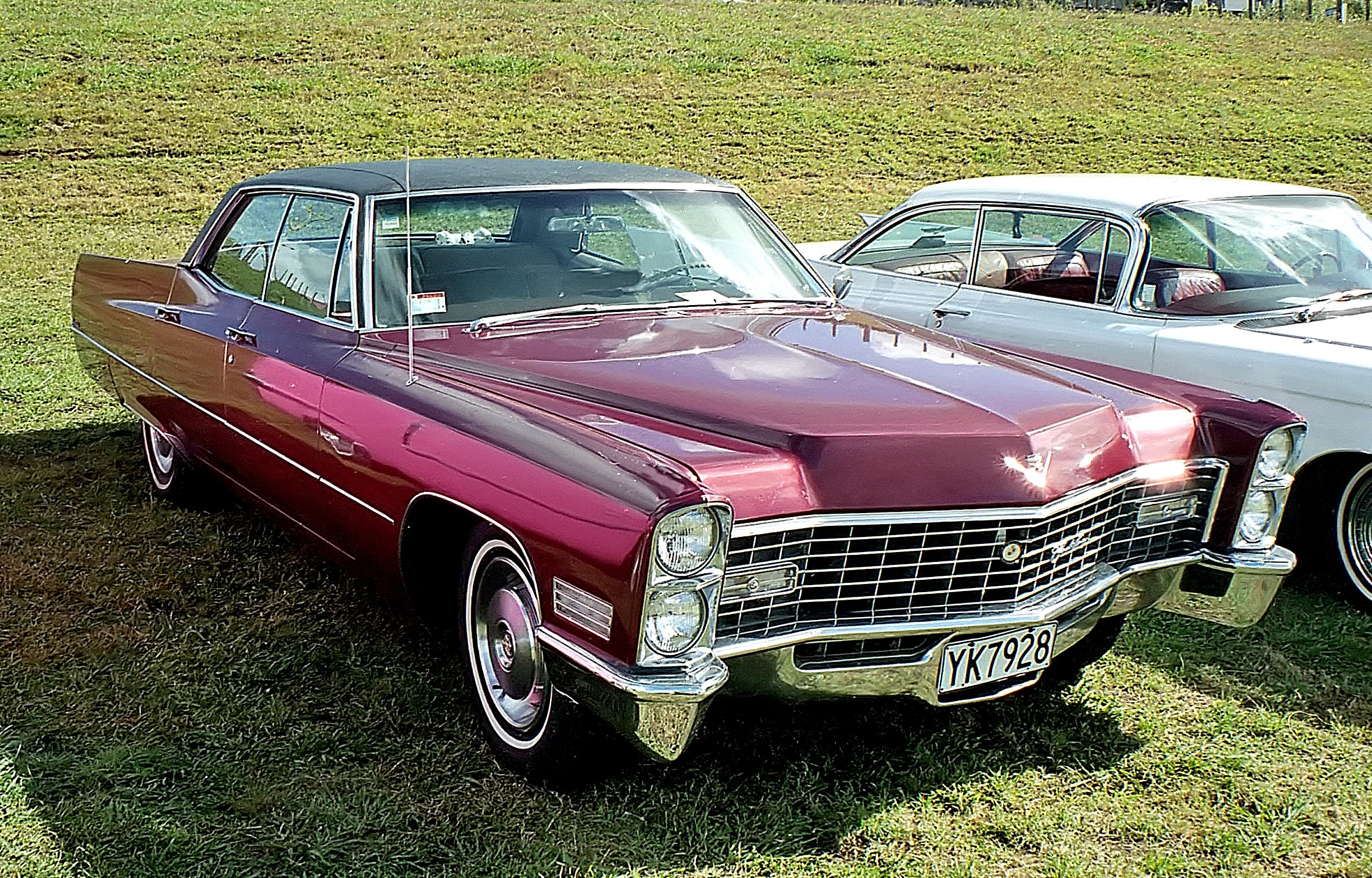
1967 Sedan DeVille

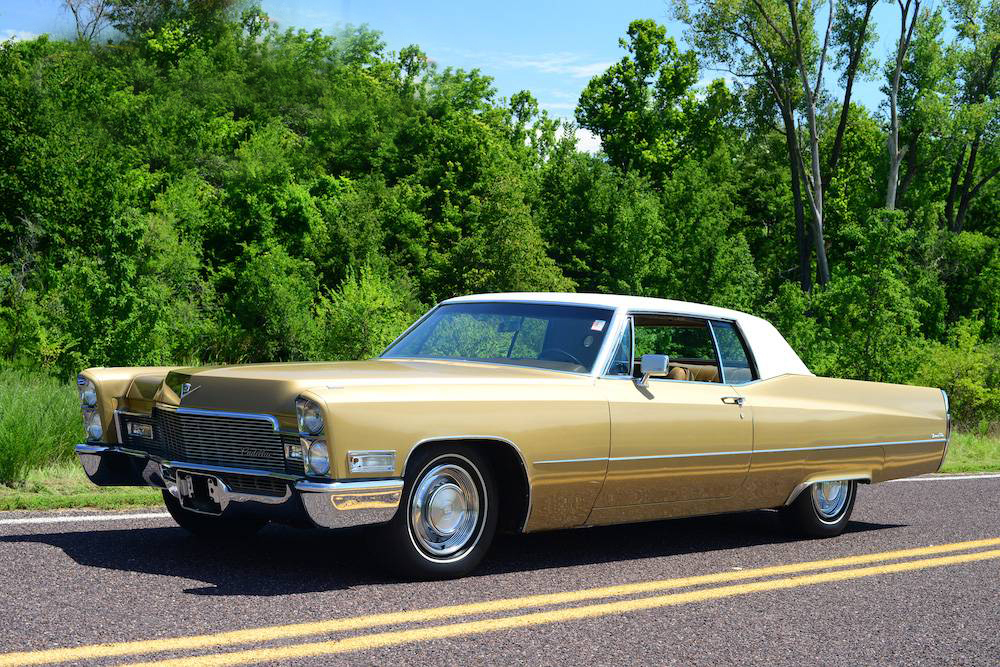
1968 Coupe DeVille

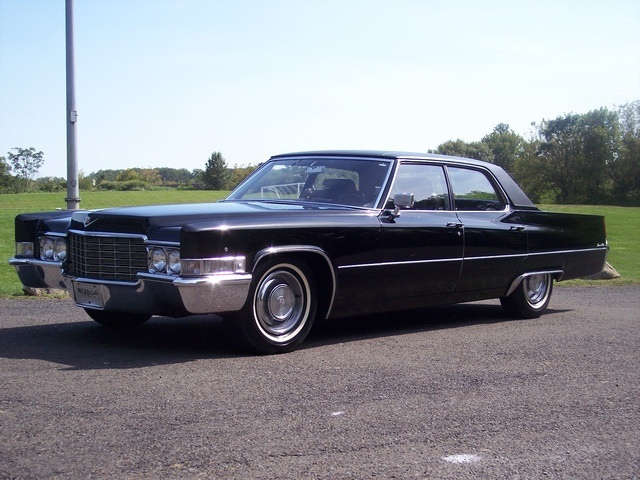
1969 Sedan DeVille

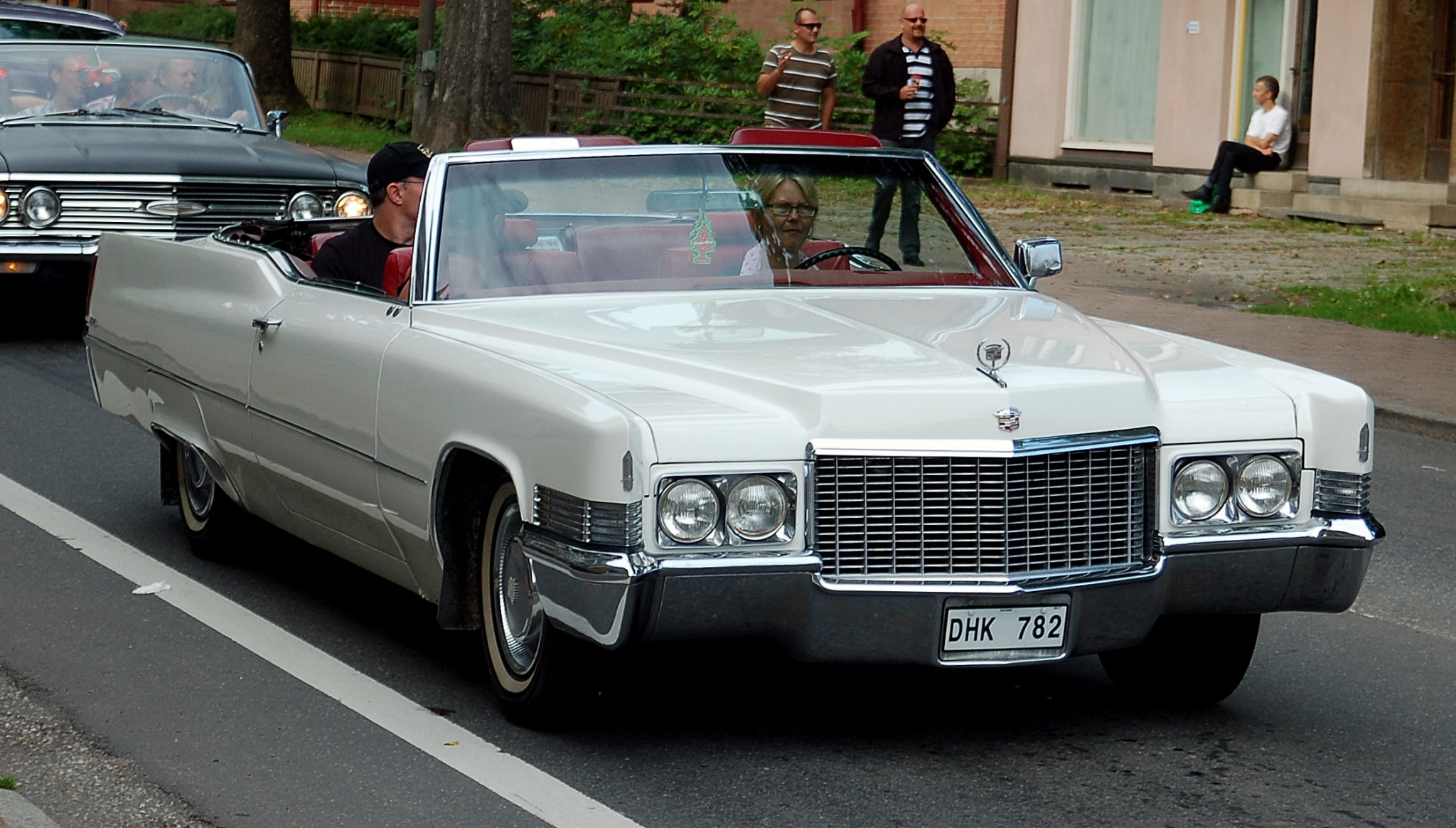
1970 DeVille convertible

### 設計
第三代DeVille繼續延續使用第二代的軸距，凱迪拉克連續17年象徵性的大尾翼設計也從1965年的車型上取消，使得車身線條更加銳利方正，頭燈從橫向改為垂直式，車尾燈也從兩顆圓形簡化成一條垂直式，成為凱迪拉克未來二十年設計的基礎，

### 配備
標配尾箱行李燈、手套箱以及前後安全帶。凱迪拉克也從X型車身骨架改為一體式骨架結構，六窗硬頂的版本也首度取消。另外，消費者可以花費121美元的價格選配乙烯基車頂。

### 動力
動力為7.0升OHV V8，1968年提升至7.7升OHV V8，馬力也從原先的340匹提升至375匹。

### 1966年小改款
水箱罩內部網格更加粗獷簡潔，並有一條明顯的鍍鉻飾條分隔水箱罩與保險桿，另外為了配合法規，水箱罩左右兩邊加上了角燈，車身葉子板(輪胎前方)的位置也從橫向鍍鉻改為橘角燈。選配部分則包括可變比率轉向的方向盤、前排座椅加熱墊、傾斜座椅和AM/FM音響系統。動力則提供自動液位控制，改進環繞式車架，使用了新設計的活塞油環、新的引擎懸吊系統和排氣消音裝置。

### 1967年小改款
1967年小改款將原本垂直的車頭改為向前傾斜，並針對水箱罩做細微調整。Coupe DeVille 車頂線條參考了1964年Florentine概念車重新設計，增加後座乘客的隱私性。配備方面新增了防眩光後視鏡、電動時鐘、恆溫空調、危險警示系統、安全帶收緊器。技術方面改進了引擎汽門結構、Mylar印刷電路儀錶板、車身支架、帶離合器的新型引擎風扇、潰縮式方向機柱。

### 1968年小改款
最明顯的是重新設計的引擎蓋，雨刷噴水頭也改為隱藏式設計，雨刷調節速度改為三段，車體新增14種烤漆顏色、76種布料、67種皮革、4種塑膠等林林總總共計147種配置組合，標里程表和紅火警示蜂鳴器。引擎改為7.7升 V8，功率為375匹馬力（SAE總功率）。前後保桿多了角燈，後視鏡也從圓形改為方矩形。

### 1969年大改款
這次大改款，水箱罩面積縮小至中央，大燈也從雙層垂直改為橫向，取消通風窗，整體水平線條的設計更加明顯，車身看起來也更長、更精緻，辨識度也因此提升。標配包括中央扶手、鑰匙孔從儀表板改至方向機柱上，增加方向盤鎖和變速箱鎖。

### 1970年小改款
水箱罩重新設計，鍍鉻大燈環上方的飾條改為烤漆，輪圈蓋重新設計。敞篷版本的DeVille 也於1970年底停產，該年DeVille共計售出181,719台，占了凱迪拉克車系的76%。

## 第四代 (1971–1976)

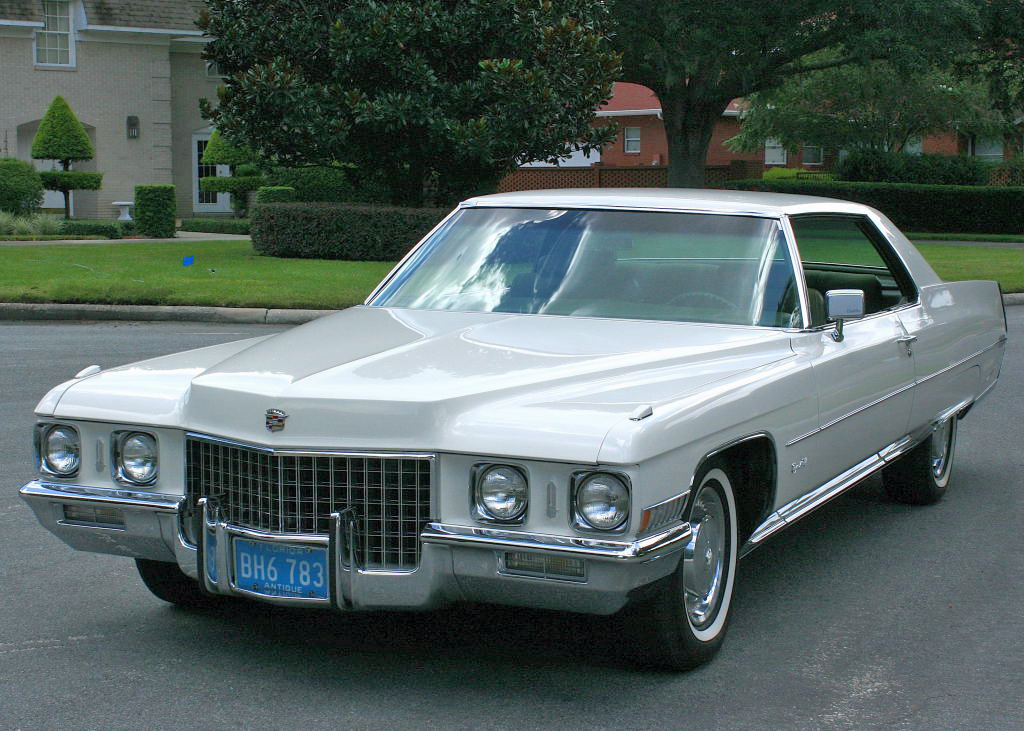
1971 Coupe DeVille

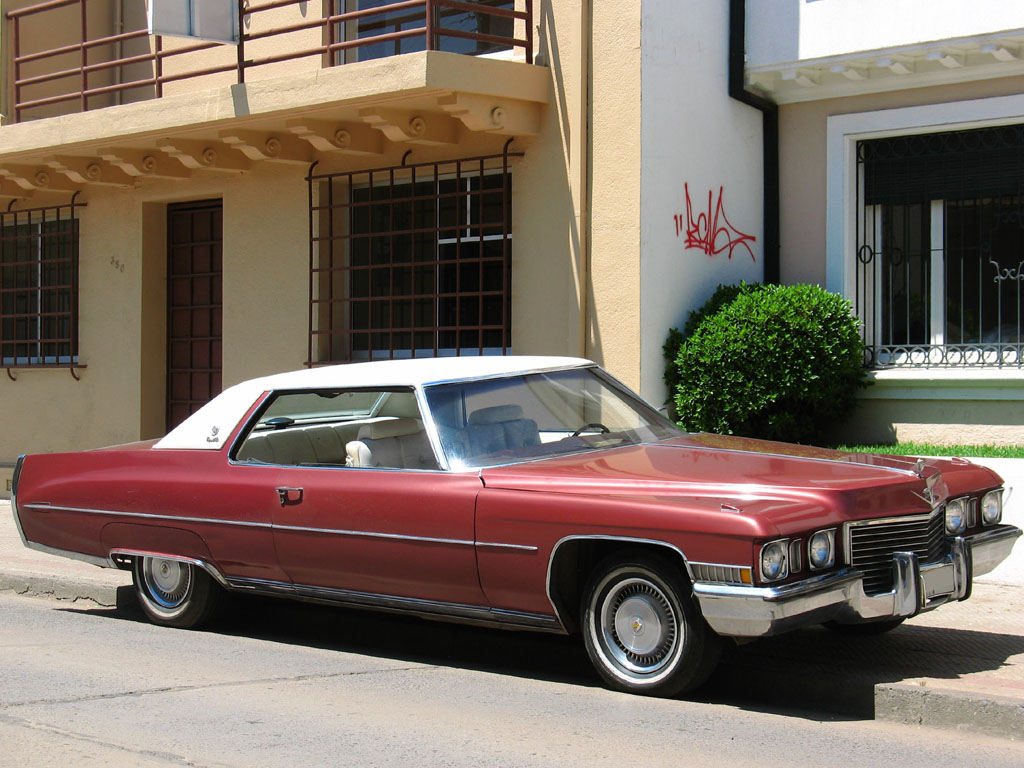
1972 Coupe DeVille

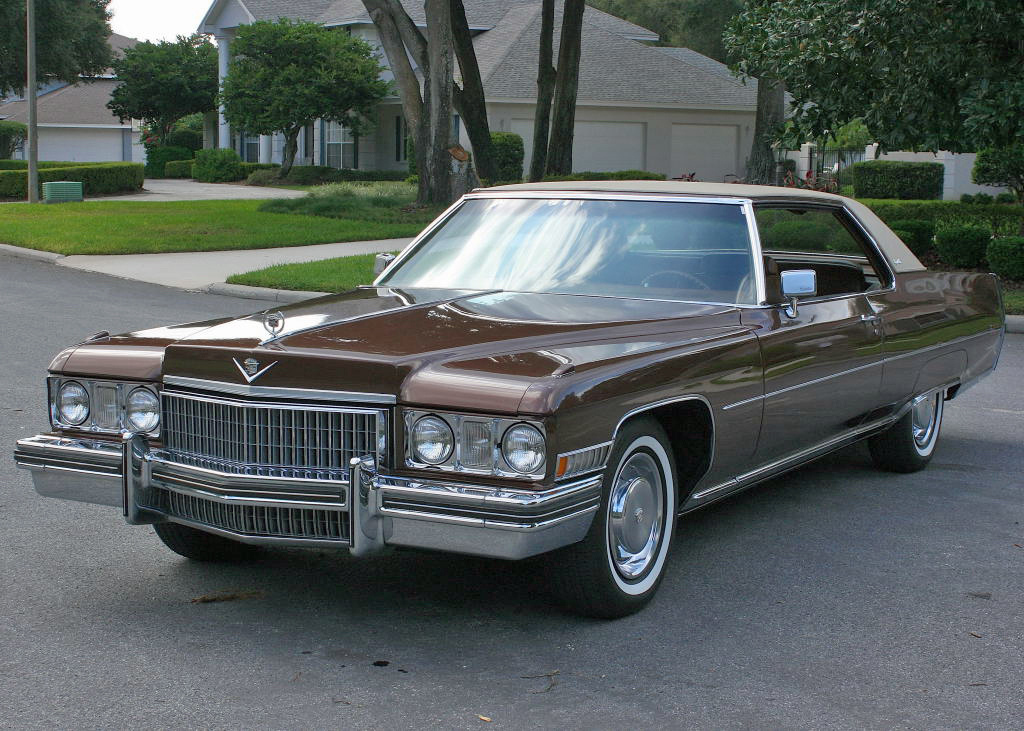
1973 Coupe DeVille

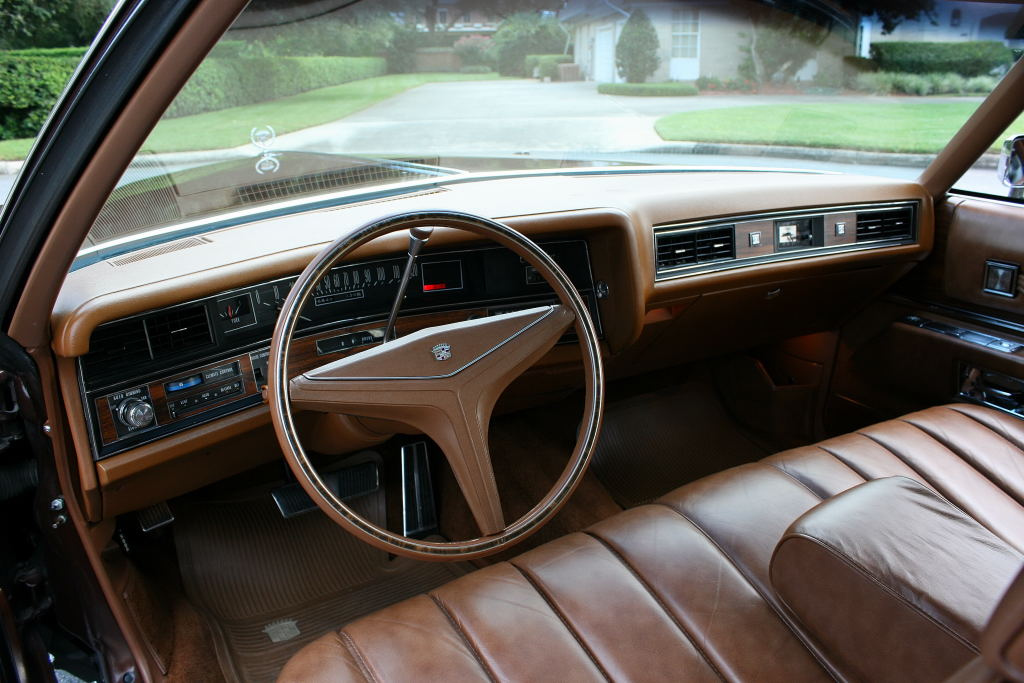
1973 Coupe DeVille (內裝)

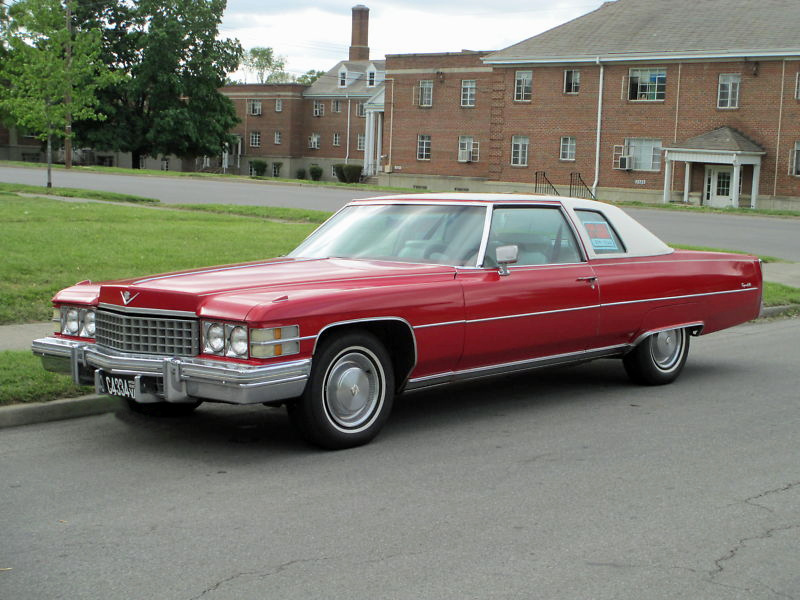
1974 Coupe DeVille

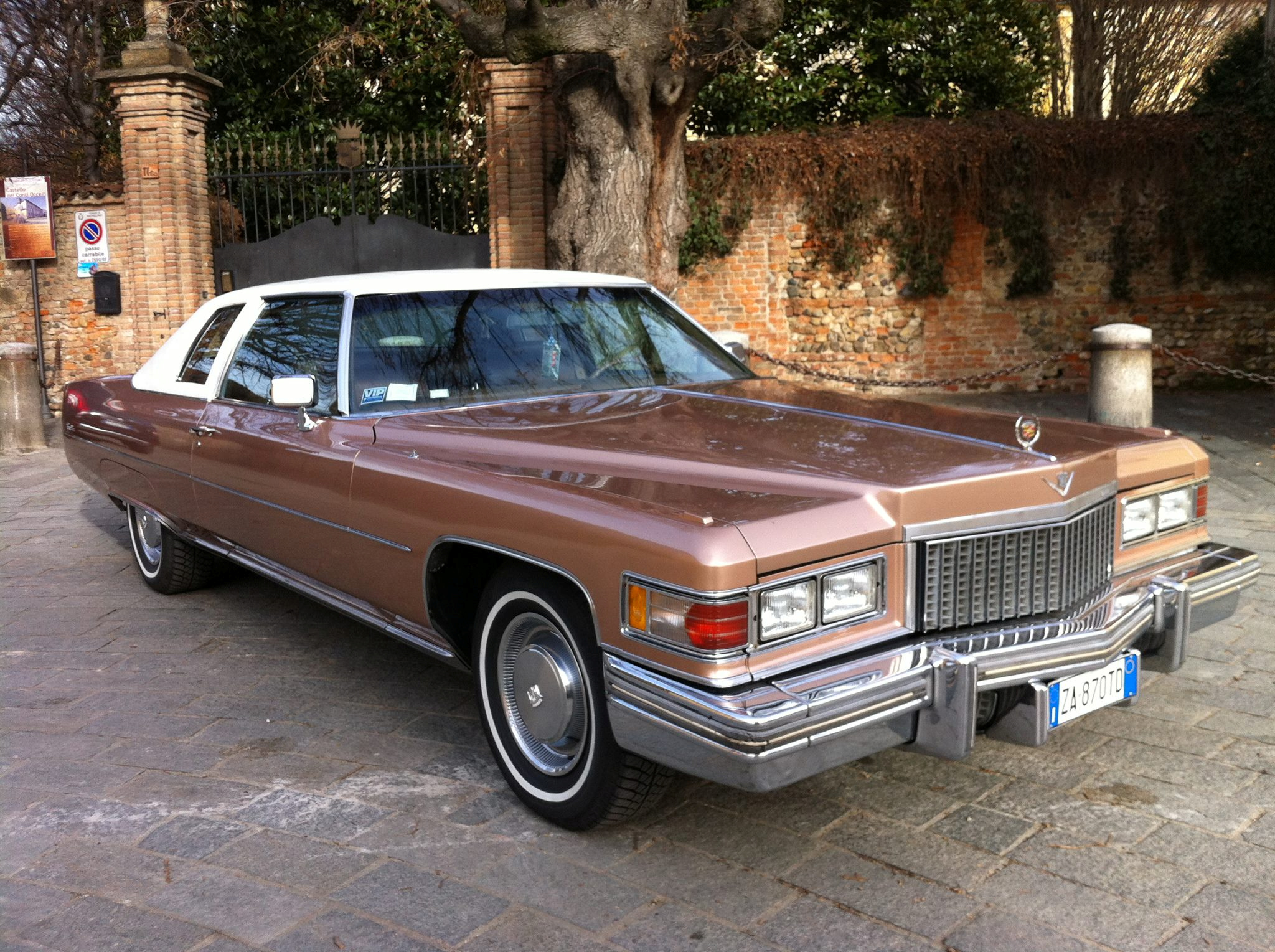
1975Coupe DeVille

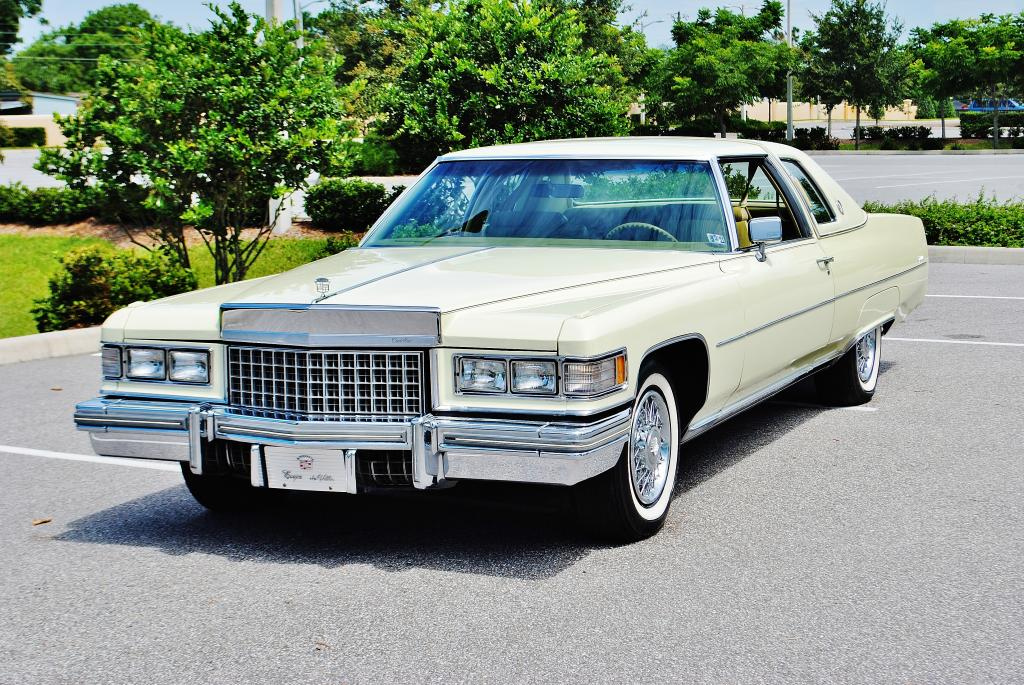
1976 Coupe DeVille

### 設計
第四代DeVille 跟進其他通用汽車車款的設計，將肩部空間擴大至1610毫米，車寬來到2,077毫米，創下內部空間的紀錄，直到1990年代都沒有其他車款超越此紀錄。
由於車體加寬，大燈、水箱罩等配置也都獨立分得更開，垂直方格水箱罩前方由凸出的鍍鉻保險桿牌架保護，引擎蓋上方左右側也多了指示燈。尾燈部分類似於前代，並取消部分鍍鉻裝飾，使得整條尾燈更加垂直俐落。

### 配備
除了使用新的弧形儀表板和座椅的配置之外，還推出了「燈號指示器」，位於後座乘客與擋風玻璃之間，駕駛可透過後視鏡的反射看到該指示器的燈號，知道現在大燈、煞車燈、左右方向燈是否在作動。

### 動力
引擎為前代7.7升OHV V8，但是因為相關法令，壓縮比從10:1降低到8.5:1，馬力也從375降低到345匹，扭矩則從 525 lb⋅ft （712 N⋅m） 降至 500 lb⋅ft （680 N⋅m）。

### 1972年小改款
水箱罩造型之間增加隔板，角燈從保險桿上移至大燈之間，大燈跟大燈的距離也分得更開，凱迪拉克廠徽下方也增加V字造型，標配功能新增保險桿撞擊系統、自動駐車剎車釋放功能、上下車輔助把手、通風系統等，1972年銷售創紀錄的來到194,811輛。

### 1973年小改款
1973年，通用汽車所有車款都使用了附衝擊功能所新設計的保險桿，水箱罩網格設計得更細緻緊密，「燈號指示器」也從乘客椅後方改到天蓬，從後排座椅擱板重新置放到後窗正上方的車頂內襯。凱迪拉克同年宣布取消生產硬頂Coupe DeVille，更掀起了一陣轟動，銷量突破至216,243台。

### 1974年大改款
這次大改款水箱罩變得更寬，停車燈上下也與大燈對齊，後擋泥板也進行了平坦化設計，位置也低了幾吋。而雙門Coupe DeVille也不再提供硬頂版本，接下來雙門的車頂材質都是改為乙烯基車頂，C柱也加粗加厚，並有「Coach式車窗」(早期為馬車車廂的造型設計)以符合車輛安全。

1974年還推出了「氣墊抑制系統」(Air Cushion Restraint System)，也就是俗稱的安全氣囊，配置於駕駛座方向盤上以及手套箱上方，但由於選配價格非常昂貴，於1976年取消該配置，直到1990年才又提供安全氣囊。

1974年式還提供了兩個選配樣式，一個為Cabriolet，其使用了蘭道風格，帶有亮金屬飾條。另一個為d'Elegance，類似於頂規，具有天鵝絨內裝、豪華軟墊門檻、前座椅背袋、絨毛地毯等，此版本一直使用到1984年，直到1997年d'Elegance才成為獨立車款的版本名稱。

### 1975年小改款
首先，圓形大燈改為方形，側邊角燈也變得更細長，水箱罩重新設計，引擎蓋上多了凱迪拉克的立標，D柱上多了一扇小小不可開的窗戶。標配包括電動門鎖、高能點火等。動力改為8.2升V8，210匹馬力。選配則有電子燃油噴射、滑動遮陽簾、電動天窗，車門拉帶也改為把手。

### 1976年小改款
同樣地，水箱罩進行了更換，尾燈邊框的鍍鉻件也換了造型，內裝也有8種不同的條紋選擇，包括運動格紋，天鵝絨，針織等，以及11種獨特的真皮可供搭配。選配部分有差速器、迎賓燈、防盜威嚇系統、免加水電瓶、D檔上鎖功能、氣溫查看按鈕、Track Master電子防滑系統(可以在緊急情況下增加後剎車的力道，縮短剎車距離)、d'Elegance套件的寬枕座椅、座椅靠背放倒、Soft-Ray有色玻璃、備胎蓋、後車箱墊、液位指示器、多軸式輪圈。

### 貨斗版本
1975年至1976年間，有部分的Coupe DeVille 被改裝成雙門貨車，Coachbuilding公司就製造了204台有貨斗版的Coupe DeVille，稱作凱迪拉克Mirage，可向部分凱迪拉克經銷商購買，前座仍維持一貫的高級豪華內裝，後方貨斗可供放置高爾夫球桿等物品。

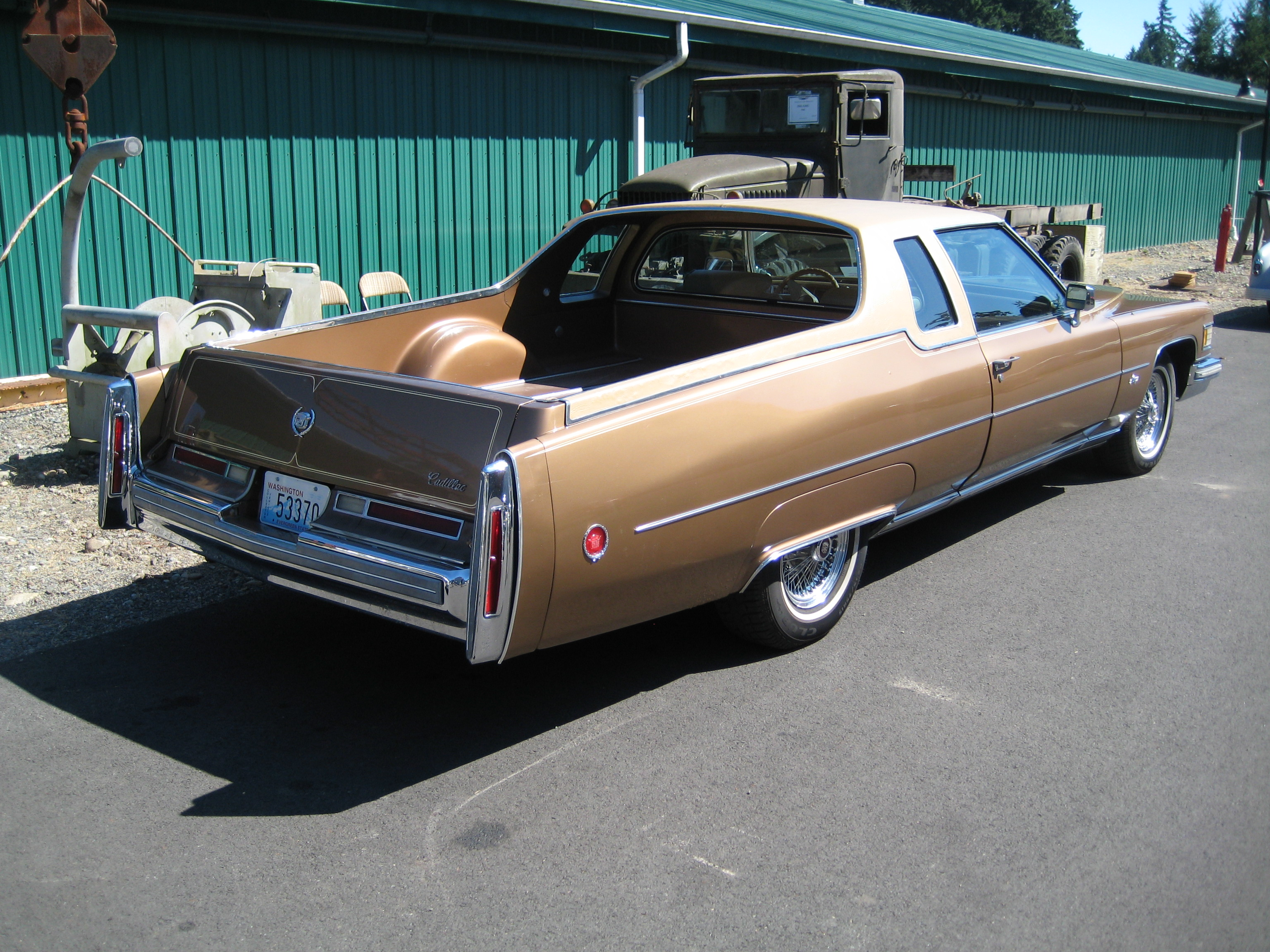
1975 凱迪拉克Mirage

## 第五代 (1977–1984)

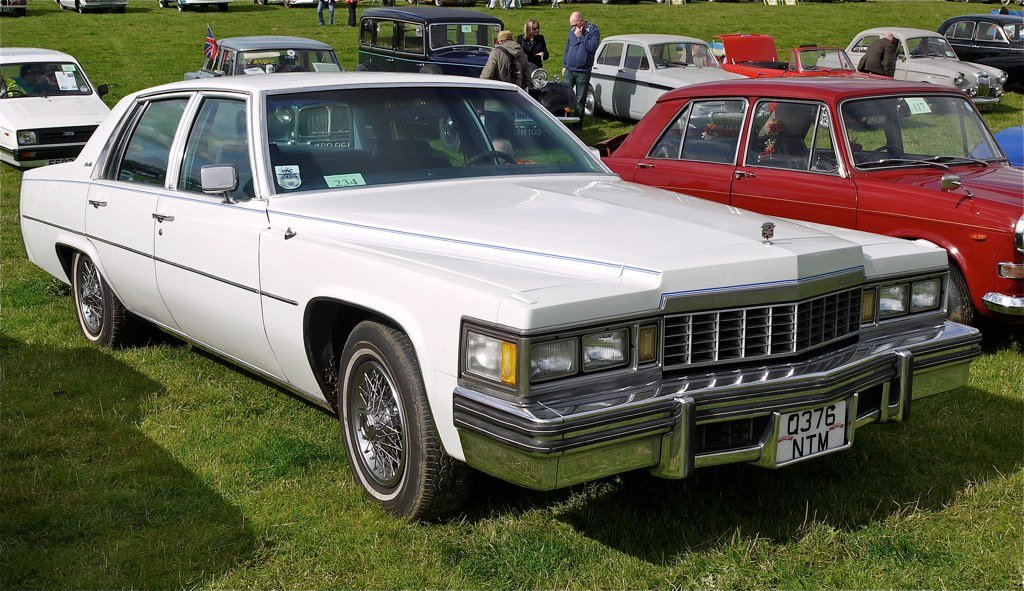
1977 Sedan DeVille

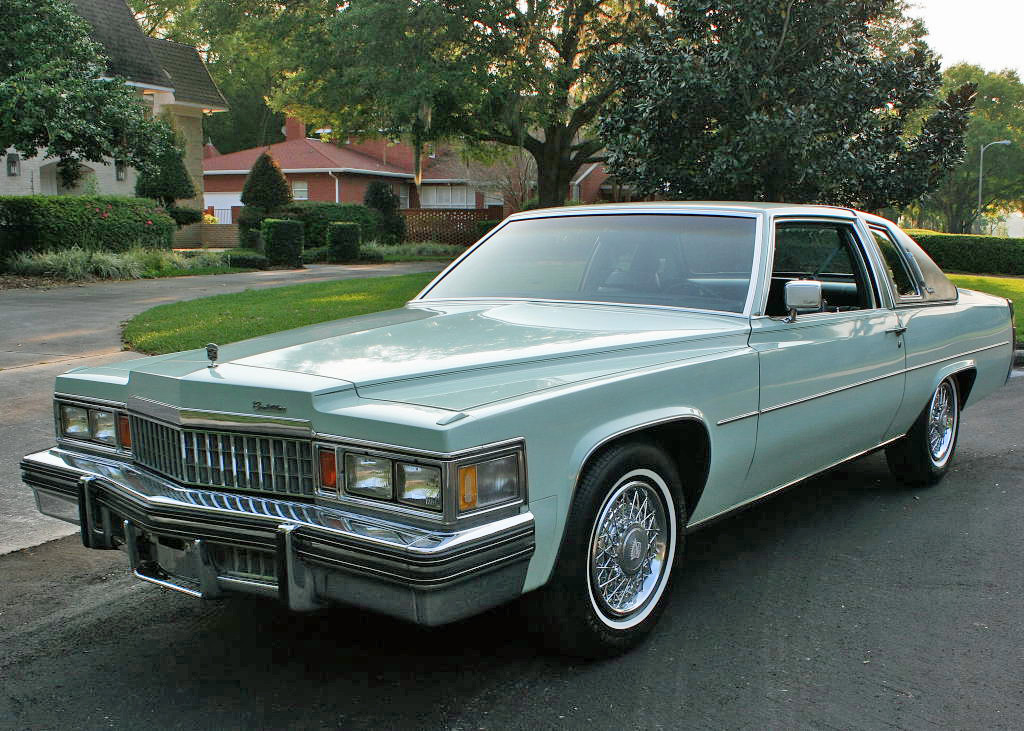
1978 Coupe DeVille

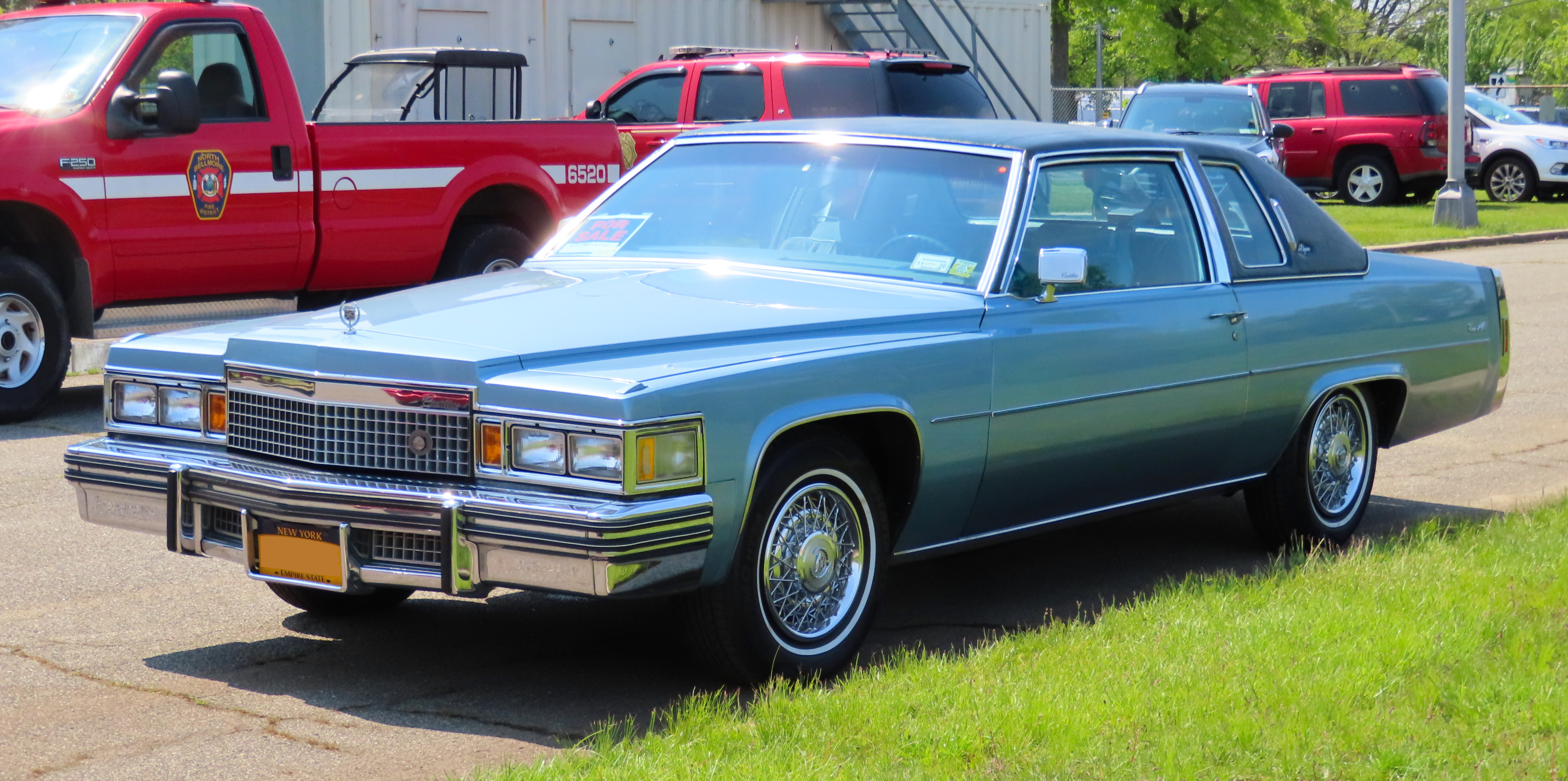
1979 Coupe DeVille

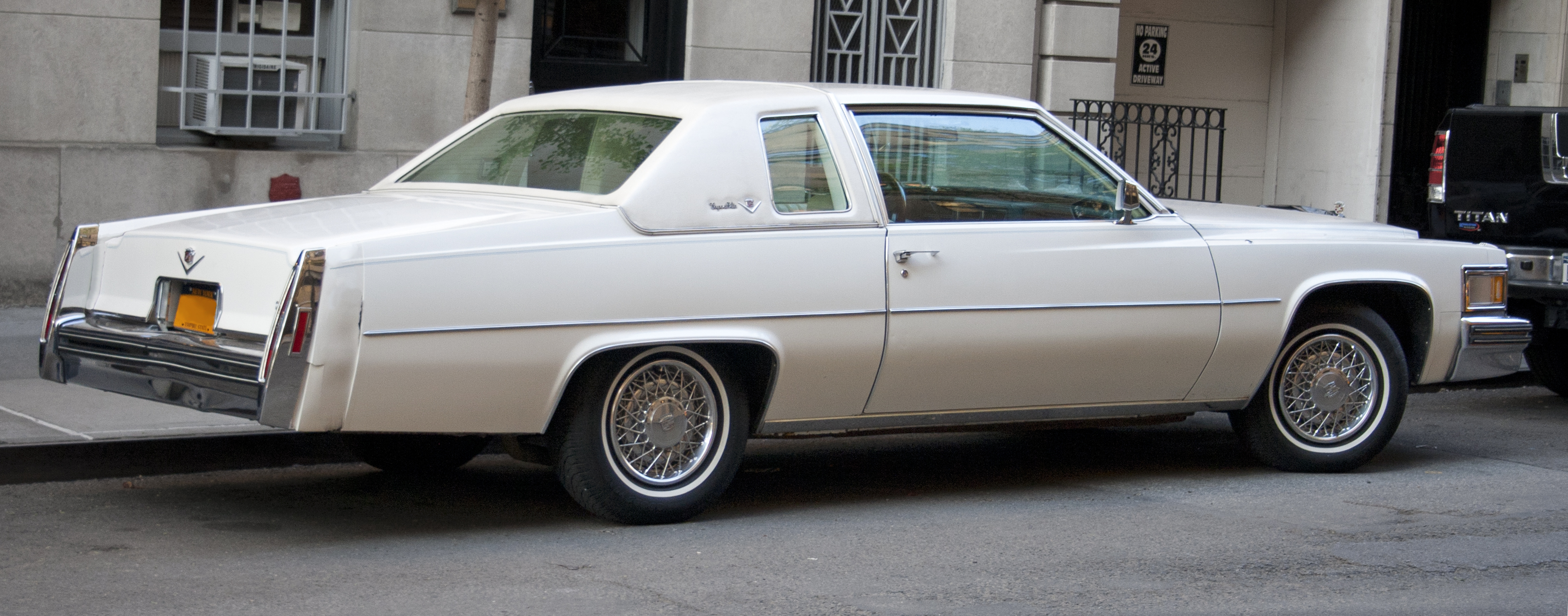
1979 Coupe DeVille (尾部)

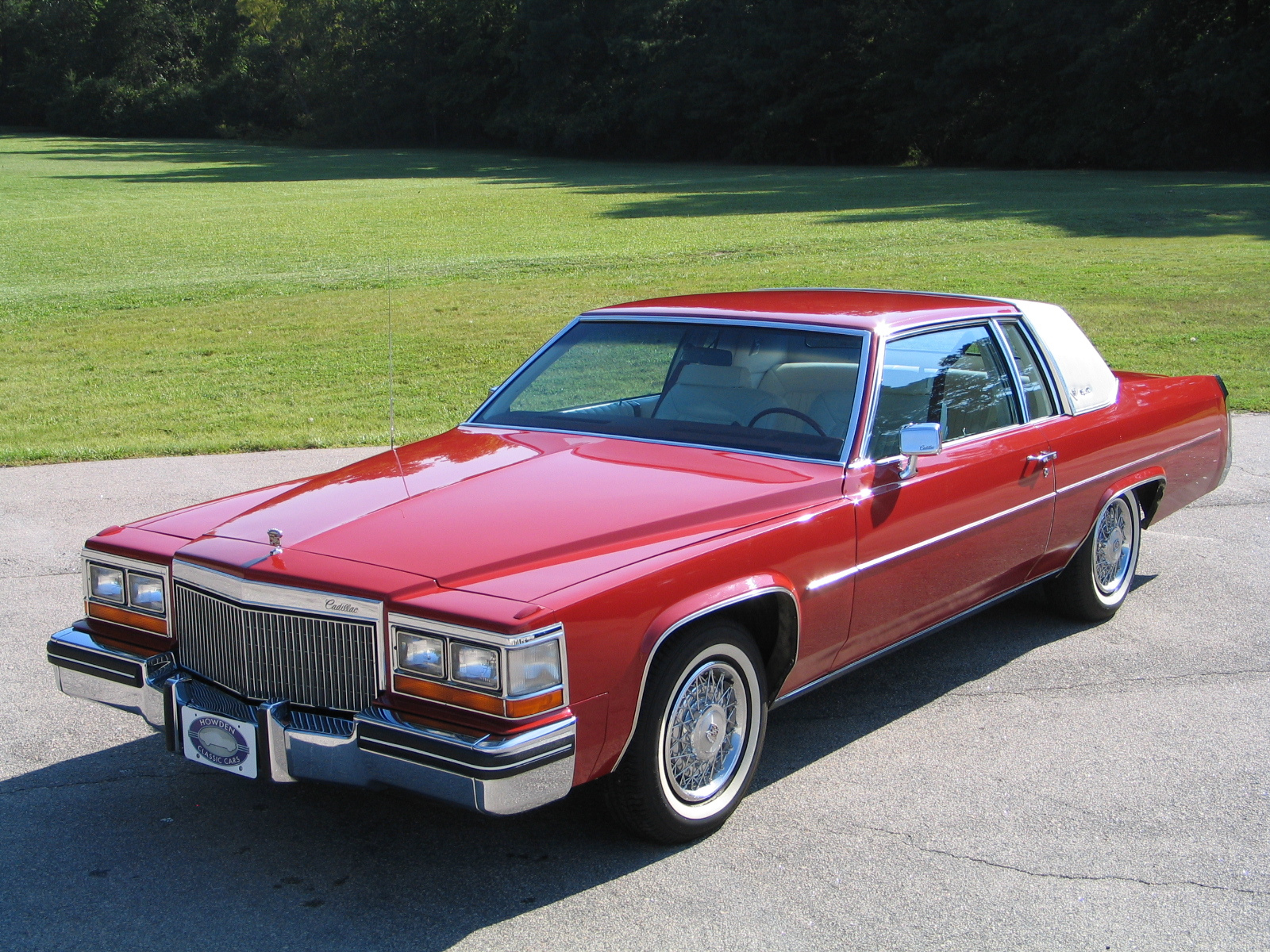
1980 Coupe DeVille

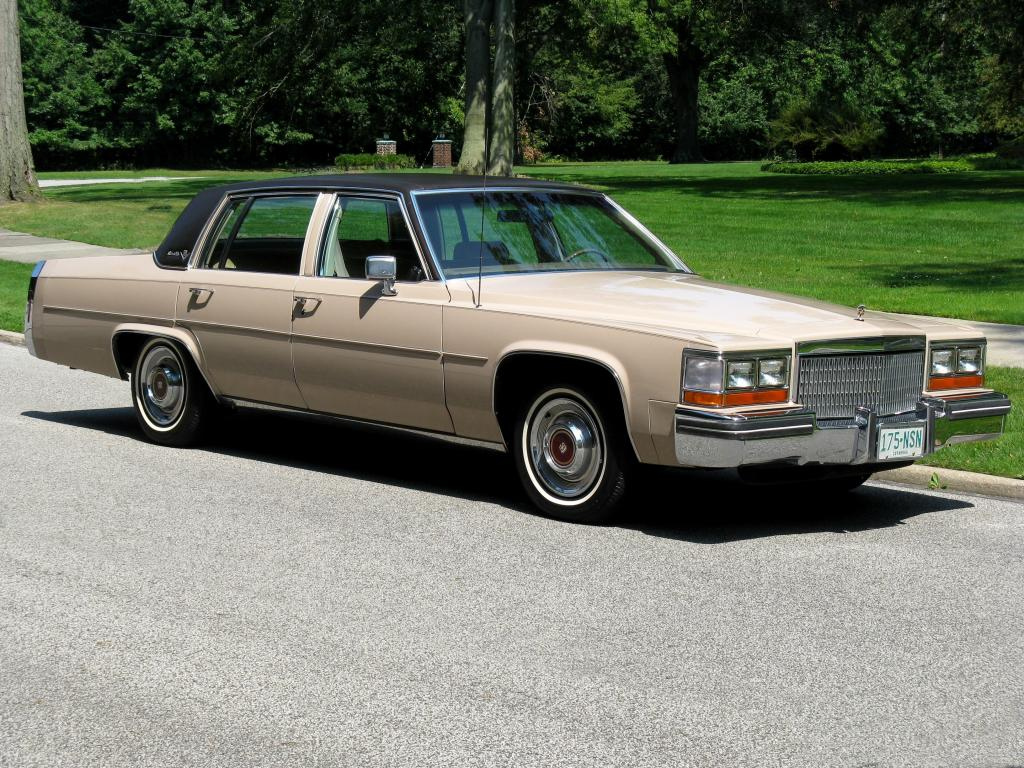
1980 Sedan DeVille

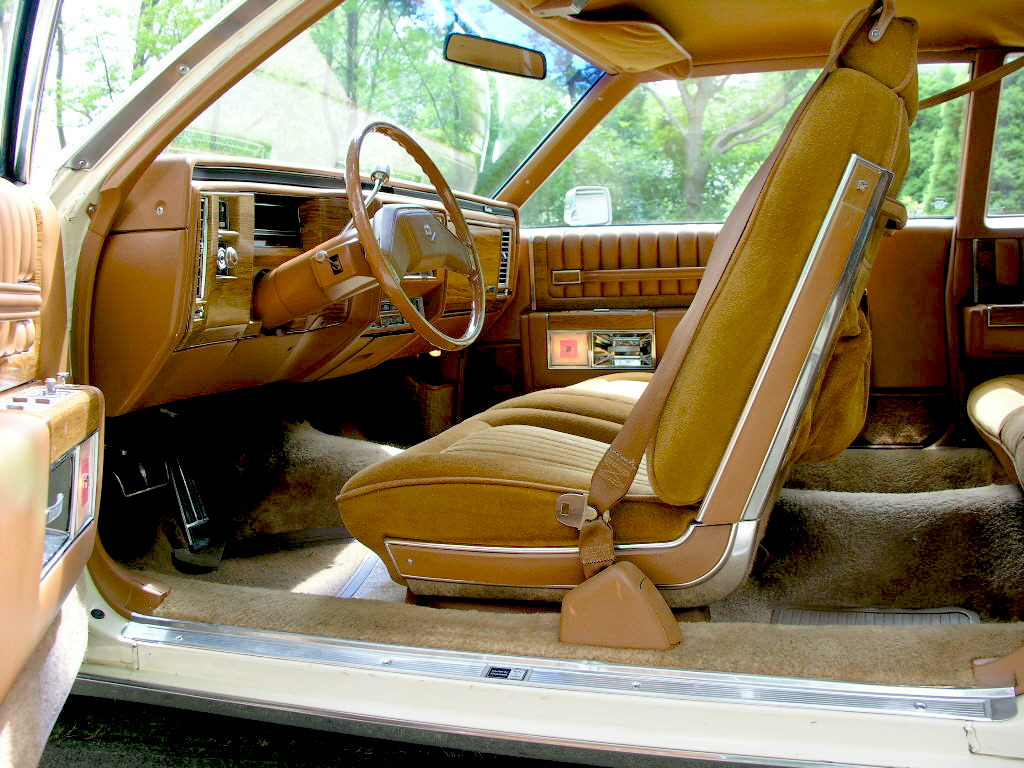
1980 Coupe DeVille (內裝)

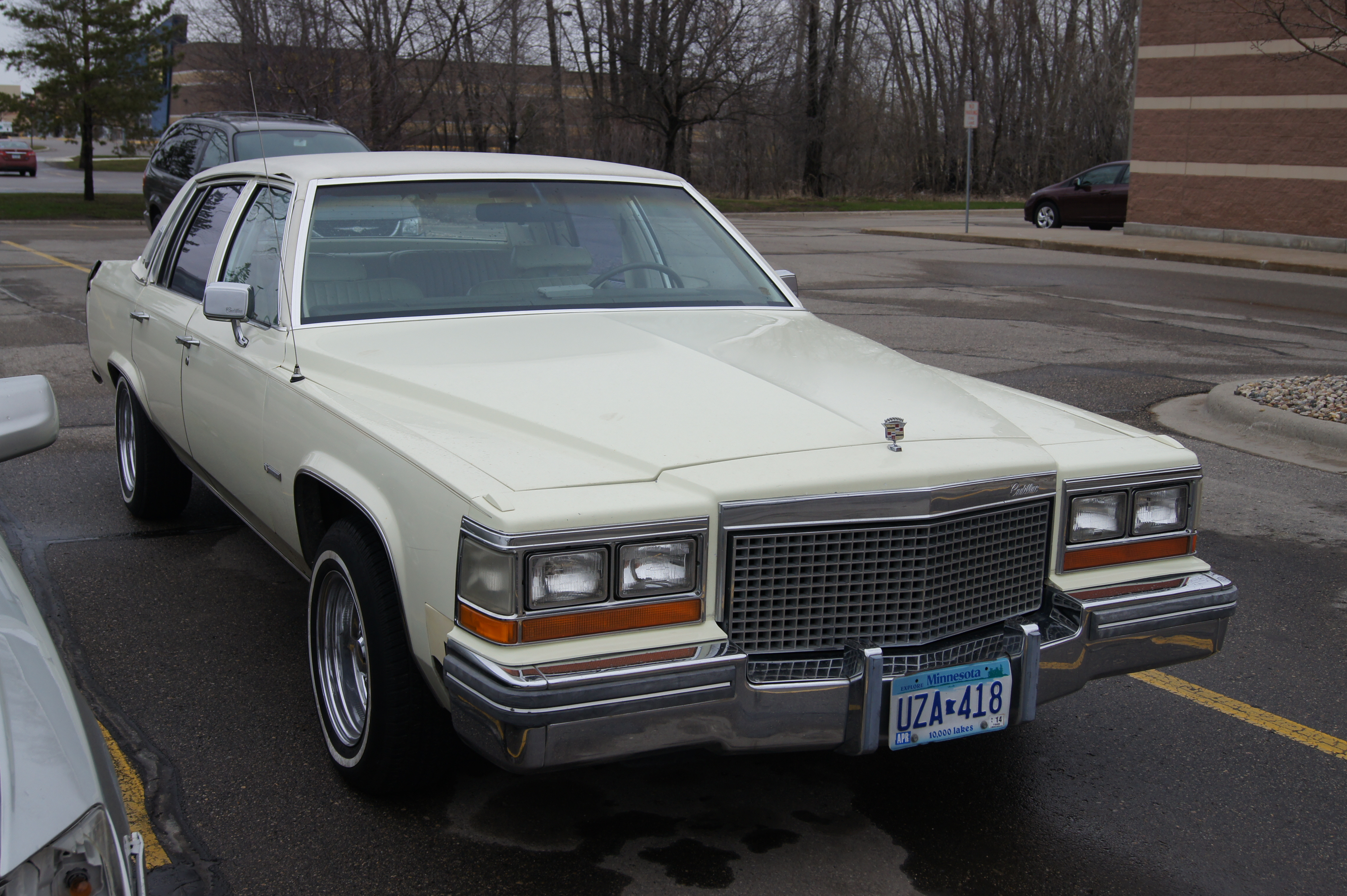
1981 Sedan DeVille

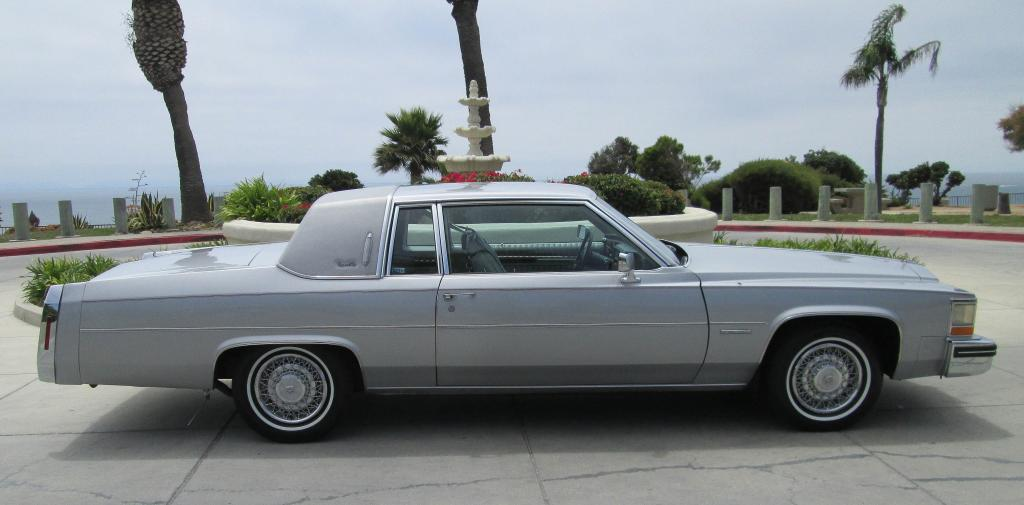
1982 Coupe DeVille

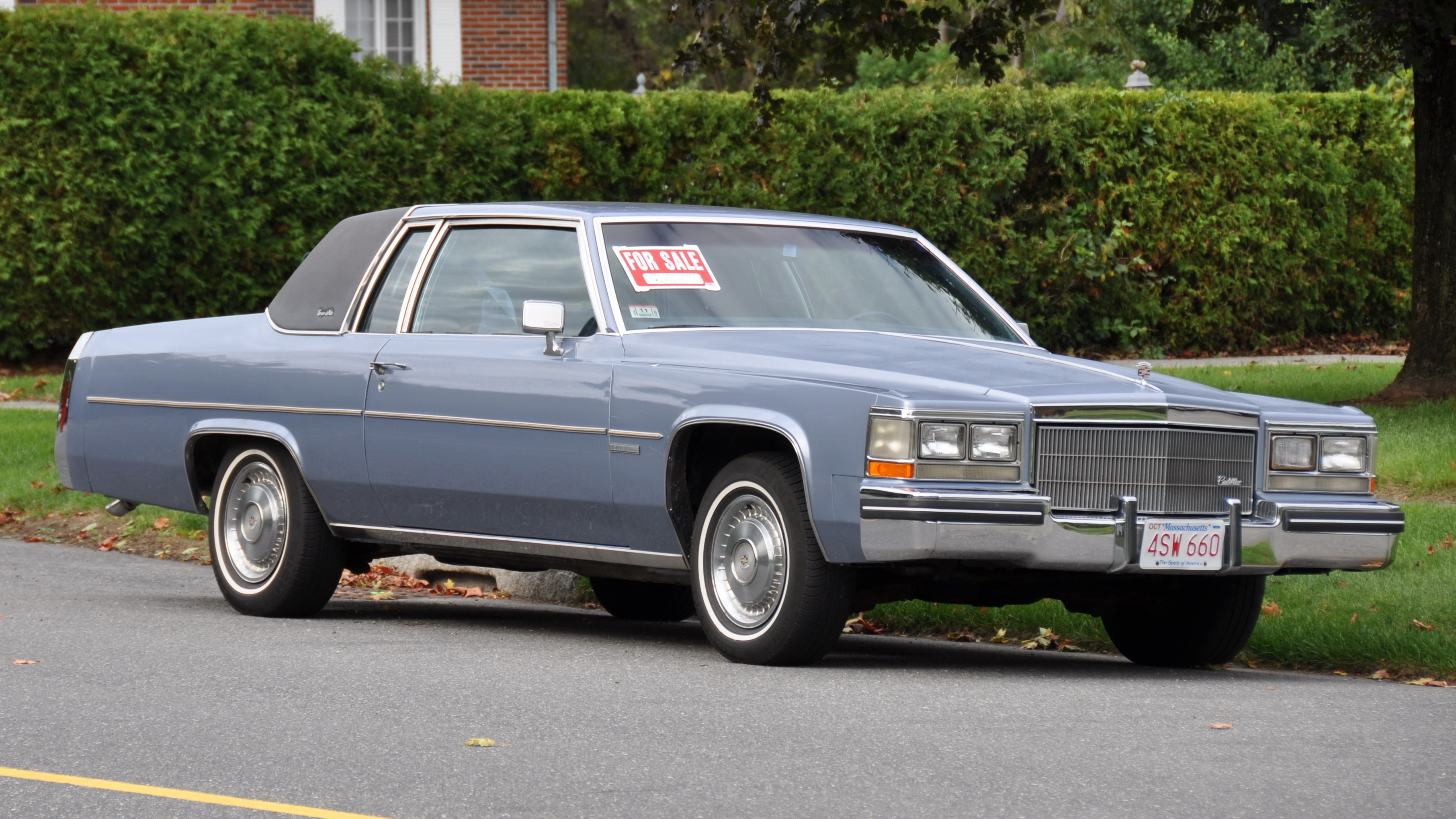
1983 Coupe DeVille

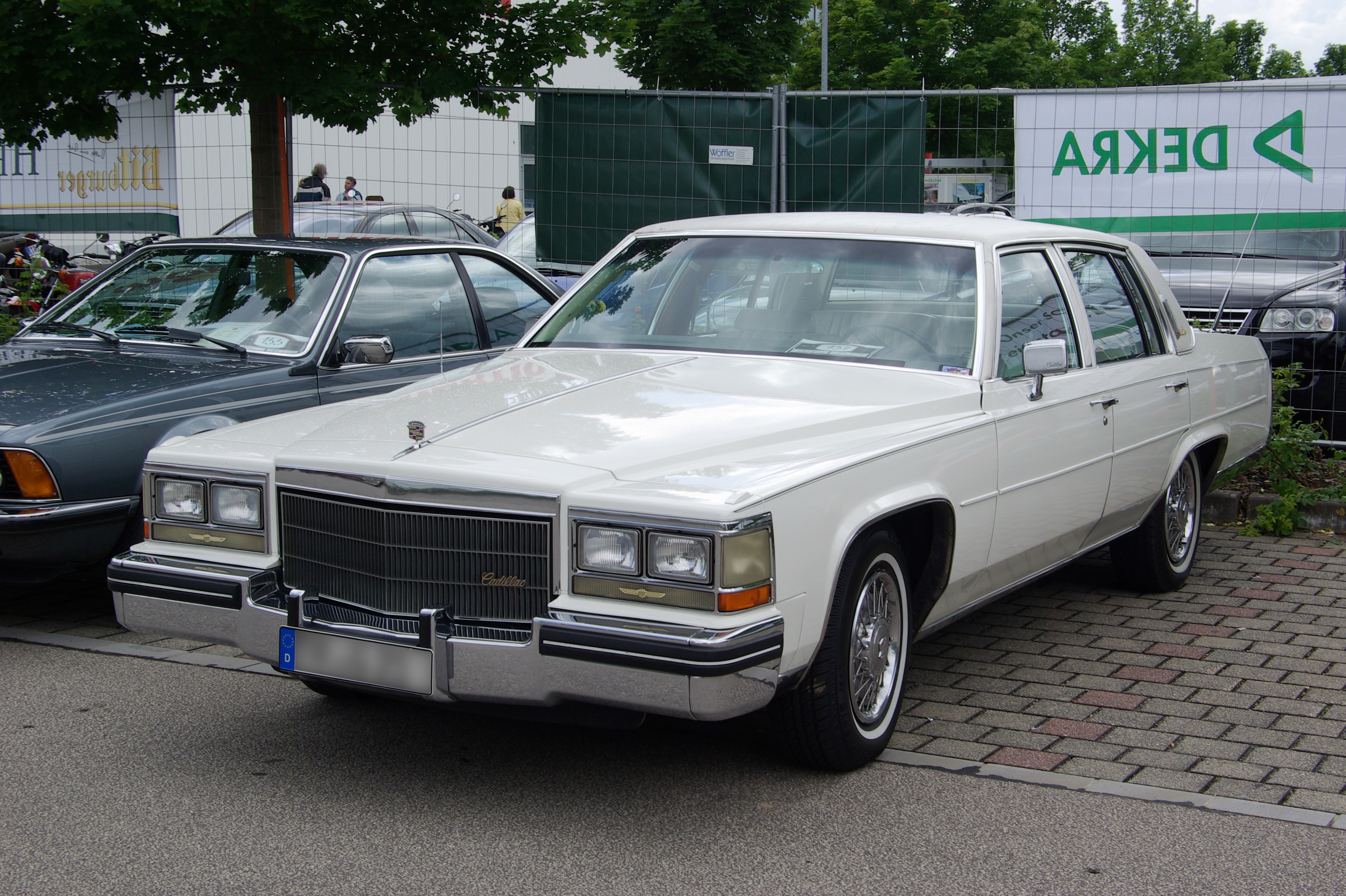
1984 Sedan DeVille

### 設計
1977年，外觀部分僅車頭大燈和水箱罩連成一體，為了安全性取消了無B柱的懸浮設計，後輪擋泥板遮罩也拿掉了。內裝方面則從輔助把手改為拉環帶。另外，美國聯邦政府通過燃油經濟性的相關法規，凱迪拉克為了提高燃油效率和排放標準，第五代DeVille長度縮短了23公分、寬度減少了10公分，整體重量更是輕了1/2噸，不過在車內空間方面，頭部、膝部、後車箱卻更大。

### 配備
1977年式Coupe DeVille售價為9,654美元（2021年為43,170美元），Sedan DeVille售價為9,864美元（2021年為44,109美元），另外還有650美元的d'Elegance、348美元的Cabriolet的套件可供加選，包括半乙烯基車頂、歌劇燈。該當年雙門銷量138,750台，四門銷量95,421台，共計234,171台。

### 動力
7.0升180匹馬力的V8引擎，也可加購647美元的電子燃油噴射，增加15匹馬力，最高時速為187公里/小時（116英里/小時）。

### 1978年小改款
除了水箱罩、引擎蓋的設計改變外，更新增了要價1,929美元的Phaeton套裝，具有類敞篷車頂(深藍色、黑色以及深棕色)、特殊條紋、多軸鋼絲圈、特殊銘牌、真皮軟墊、真皮方向盤、電子液位控制。

### 1979年小改款
因為當時美國市場的改變，1979年的車型幾乎沒有更動，僅針對引擎蓋和水箱罩稍作調整。Phaeton套裝漲價至2,029美元，顏色為馬鞍棕色、黑色、灰色。d'Elegance漲至725美元，包括四種顏色的天鵝絨內裝、頭頂輔助把手、丹吉爾地毯、門拉把手等。燃油噴射選配漲至783美元，還有849美元奧斯摩比的柴油V8引擎可選。銷量為雙門的121,890輛（11,728美元），轎車為93,211輛（12,093美元）。

### 1980年大改款
1980年進行了重大改款，其車頭更符合空氣力學，車窗也近乎垂直，整個體型幾乎接近方正。取消Phaeton選配套件，d'Elegane漲價至1,005美元，雙門版維持鍍鉻窗框，四門版則改與車身同色烤漆的門框，Coupe DeVille取消傾斜後擋風玻璃，並與Sedan DeVille共用垂直玻璃。DeVille雙門和四門的定價也都漲價至12,899美元及13,282美元。

1980年，7.0升V8停產，排氣量降至6.0升，150匹馬力，百公里13.6秒， 最高時速為171公里/小時（106英里/小時）。1980年底，凱迪拉克甚至提供了4.1升V6版本的選項，這也是自1914年以來凱迪拉克推出低於八缸的車款。
1980年因為第二次石油危機，全美國汽車行業進入一個慘澹的狀況，Coupe DeVille的銷量下降到55,490輛，而Sedan DeVille則為49,188輛，不到去年的一半。

### 1981年小改款
1981年改款最大的部分莫過於那顆由伊頓公司開發的6.0升V8引擎，為了經濟燃油性，行駛中可由行車電腦控制汽缸的啟閉，平時正常駕駛時僅使用六缸運作，滑行時則使用其中四缸，駕駛也幾乎感覺不到汽缸啟閉時的頓挫感，但由於所使用的新技術，引擎及零件耐用度也備受質疑，並受到多起客訴。
此外，凱迪拉克因受到石油危機的影響，除了4.1升V6引擎之外，更是推出奧斯摩比5.7升V8柴油引擎，擁有125匹馬力。內裝部分除了提供150美元自動上肩安全帶的選配，所有冷氣控制面板都從傳統的左右撥桿換成按鍵螢幕式，銷量略有提升，Sedan為89,991輛，Coupe為62,724輛（包括DeVille和Fleetwood車型）。

### 1982年小改款
1982年仍然有進行小改款，水箱罩跟輪圈都有更換，引擎部分多了款4.1升V8，採用閉環數位燃油噴射系統、鑄鋁缸體內的獨立式鑄鐵氣缸、四速自排變速箱。內裝則更新了空調面板，多了外部溫度按鈕(之前溫度顯示是在後視鏡上)，凱迪拉克Cimarron的推出取代了最低規的DeVille，所以Coupe DeVille價格提升至15,249美元，Sedan DeVille 提升至 15,699美元，以做出市場區隔，1982年的銷量Sedan為86,020輛，Coupe為50,130（包括DeVille和Fleetwood車型）。

### 1983年小改款
外觀方面，大燈下緣橘色方向燈改為透明玻璃，並貼著凱迪拉克翅膀的標誌，車尾則取消了裝飾鍍鉻飾蓋，動力雖維持4.1升V8，但提升了10匹馬力，同時亦取消了V6引擎。Cabriolet和d'Elegance套件皆有漲價，但隨著石油危機的消逝，銷售開始提升，Sedan為109,004輛，Coupe為65,670輛（數位包括DeVille和Fleetwood車型）。

### 1984年小改款
最主要是車側造型有做細微調整，並改進了催化轉換器等排氣系統，也是DeVille系列中最後一代後驅車款，比較特別的是，85年式前驅DeVille於1984年春季即上市販售，所以產生了84年後驅與85年前驅版本同時販賣的現象。

1974年和1977年凱迪拉克轎車之間的尺寸比較
|              | 1974 Sedan de Ville   | 1977 Sedan de Ville   |
| ------------ | --------------------- | --------------------- |
| 軸距         | 130.0英寸（3,302 mm） | 121.5英寸（3,086 mm） |
| 車身長       | 230.7英寸（5,860 mm） | 221.2英寸（5,618 mm） |
| 車身寬       | 79.8英寸（2,027 mm）  | 76.4英寸（1,941 mm）  |
| 車身高       | 54.3英寸（1,379 mm）  | 57.2英寸（1,453 mm）  |
| 前排頭部空間 | 39.2英寸（996 mm）    | 39.0英寸（991 mm）    |
| 前排膝部空間 | 41.9英寸（1,064 mm）  | 42.0英寸（1,067 mm）  |
| 後排頭部空間 | 38.2英寸（970 mm）    | 38.1英寸（968 mm）    |
| 後排膝部空間 | 40.1英寸（1,019 mm）  | 41.2英寸（1,046 mm）  |
| 行李箱空間   | 15.9 cu ft（450 L）   | 19.5 cu ft（552 L）   |

|      | Coupe de Ville | Sedan de Ville | 總計      |
| ---- | -------------- | -------------- | --------- |
| 1977 | 138,750        | 123,421        | 262,171   |
| 1978 | 117,750        | 125,751        | 243,501   |
| 1979 | 121,890        | 135,411        | 257,301   |
| 1980 | 57,790         | 78,847         | 136,637   |
| 1981 | 62,724         | 86,991         | 149,715   |
| 1982 | 50,130         | 86,020         | 136,150   |
| 1983 | 65,670         | 109,004        | 174,674   |
| 1984 | 50,840         | 107,920        | 158,760   |
| 總計 | 665,544        | 853,365        | 1,518,909 |

### 引擎
| 年分      | 型號                             | 動力             | 扭距                 |
| --------- | -------------------------------- | ---------------- | -------------------- |
| 1981–1982 | 252 cu in（4.1 L） 別克V6        | 125 hp（93 kW）  | 205 lb·ft（278 N·m） |
| 1982–1984 | 250 cu in（4.1 L） HT-4100 V8    | 135 hp（101 kW） | 190 lb·ft（260 N·m） |
| 1980–1984 | 350 cu in（5.7 L） LF9 Diesel V8 | 105 hp（78 kW）  | 205 lb·ft（278 N·m） |
| 1980–1981 | 368 cu in（6.0 L） L62 V8-6-4 V8 | 145 hp（108 kW） | 270 lb·ft（370 N·m） |
| 1977–1979 | 425 cu in（7.0 L） L33 V8        | 180 hp（130 kW） | 320 lb·ft（430 N·m） |
| 1977–1979 | 425 cu in（7.0 L） L35 V8        | 195 hp（145 kW） | 320 lb·ft（430 N·m） |

## 第六代 (1985–1993)

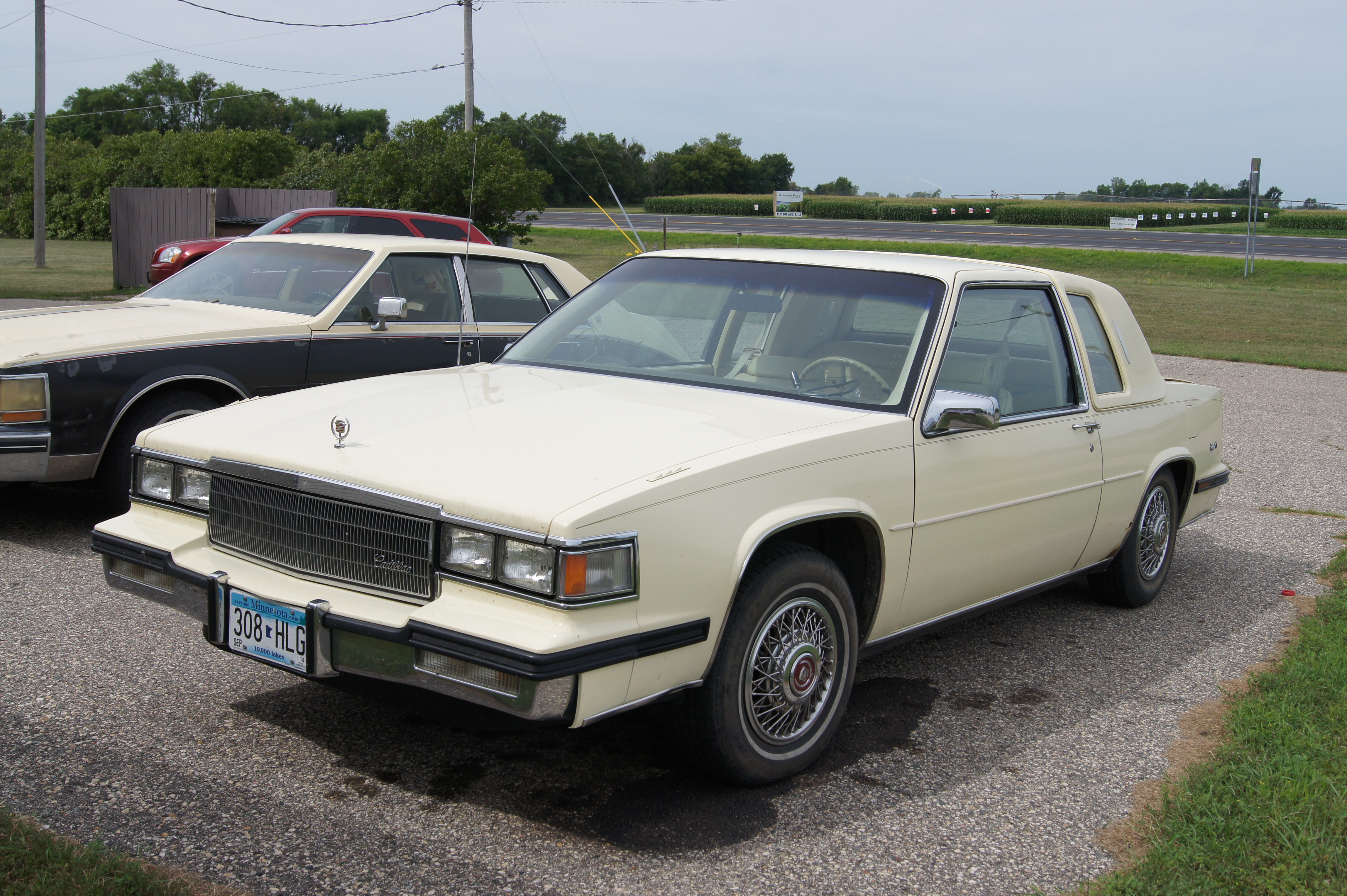
1985 Coupe DeVille

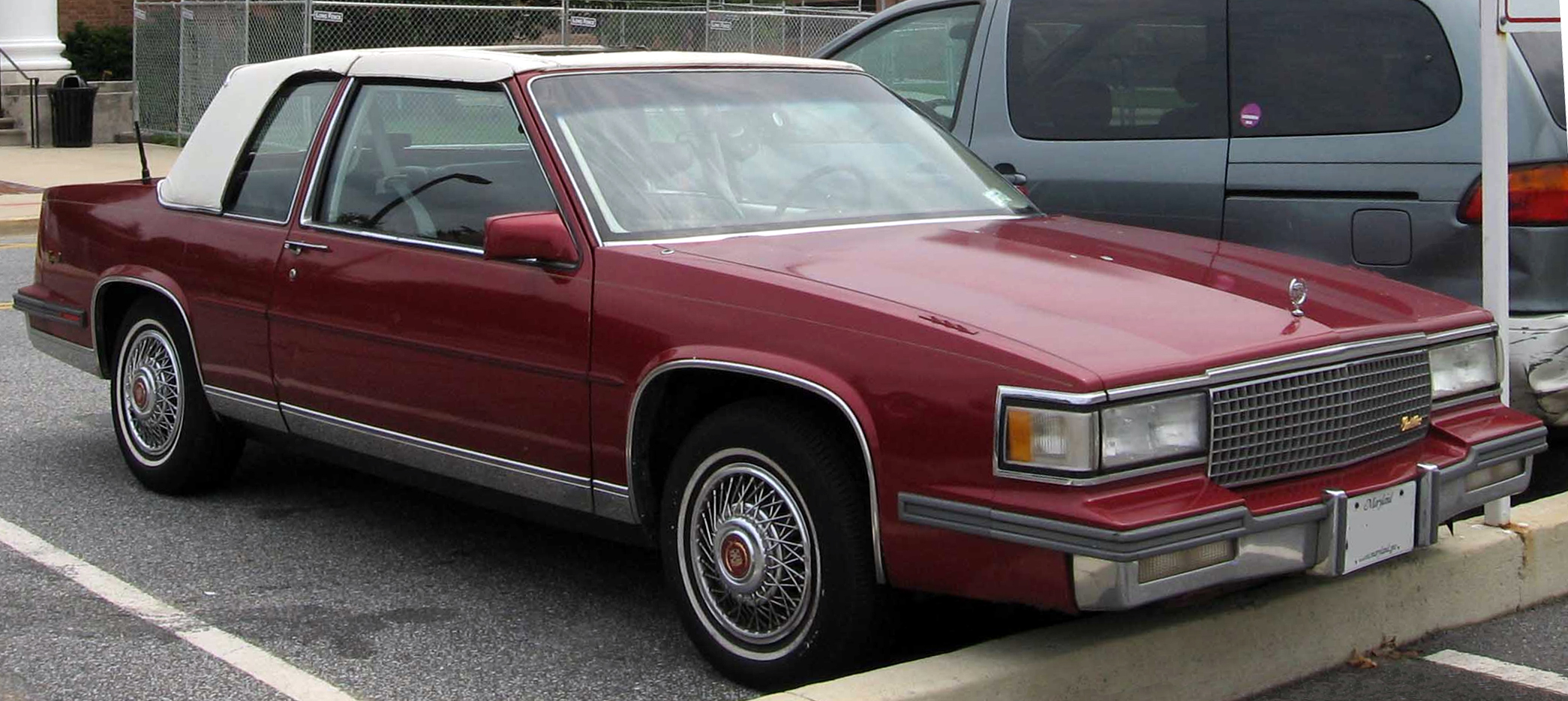
1987 Cadillac Coupe DeVille

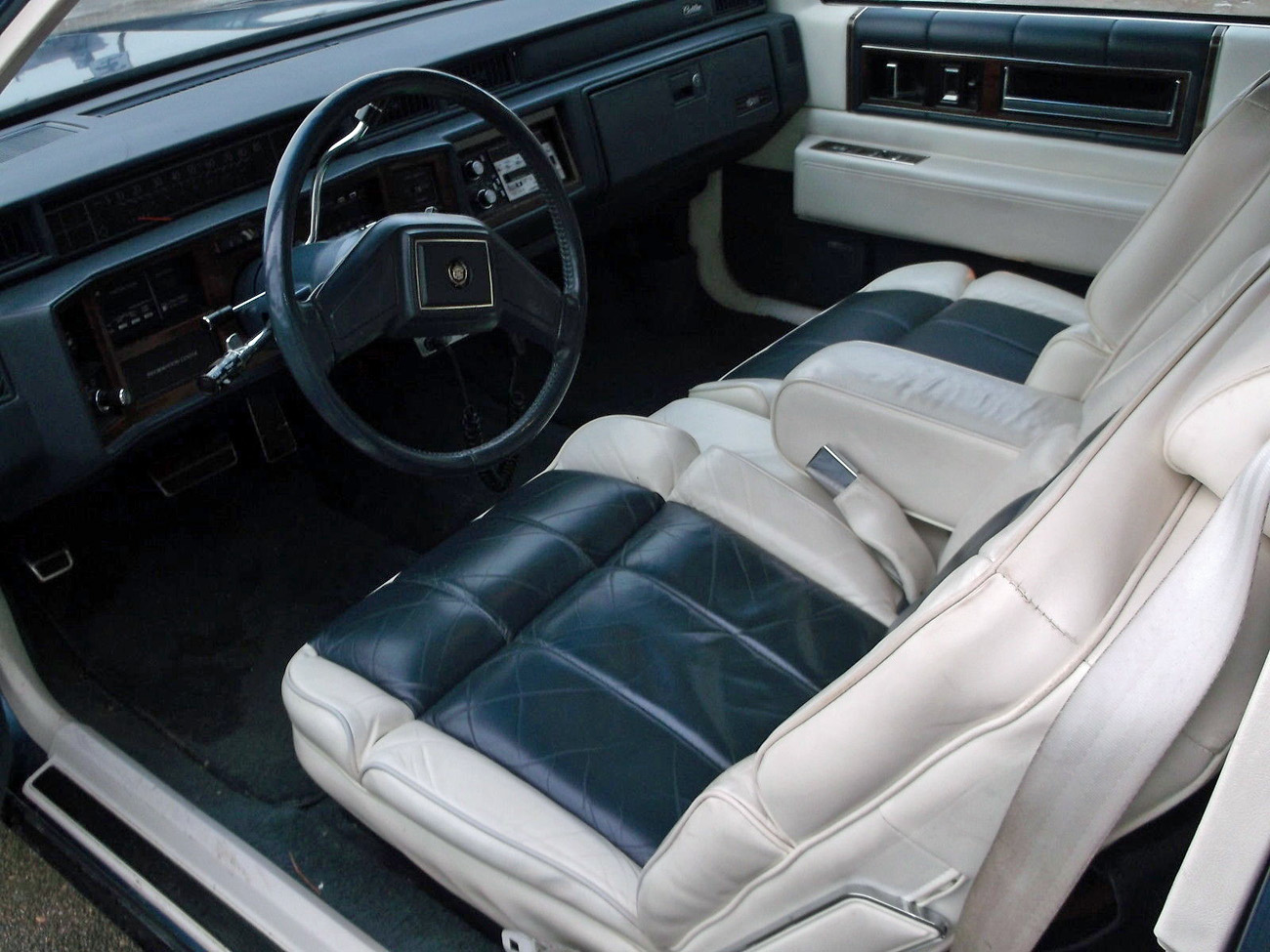
1987 Coupe DeVille (內裝)

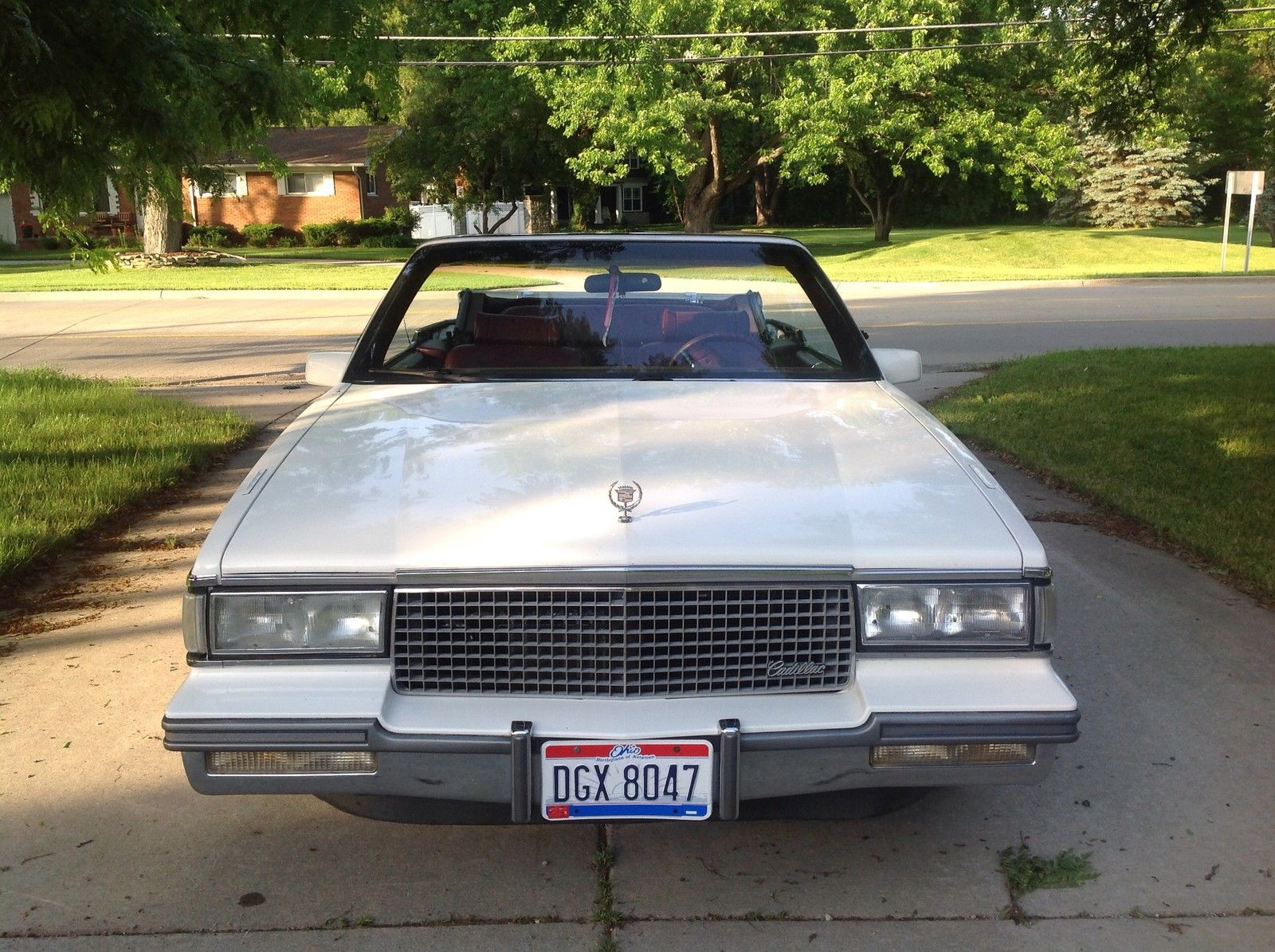
1988 DeVille convertible

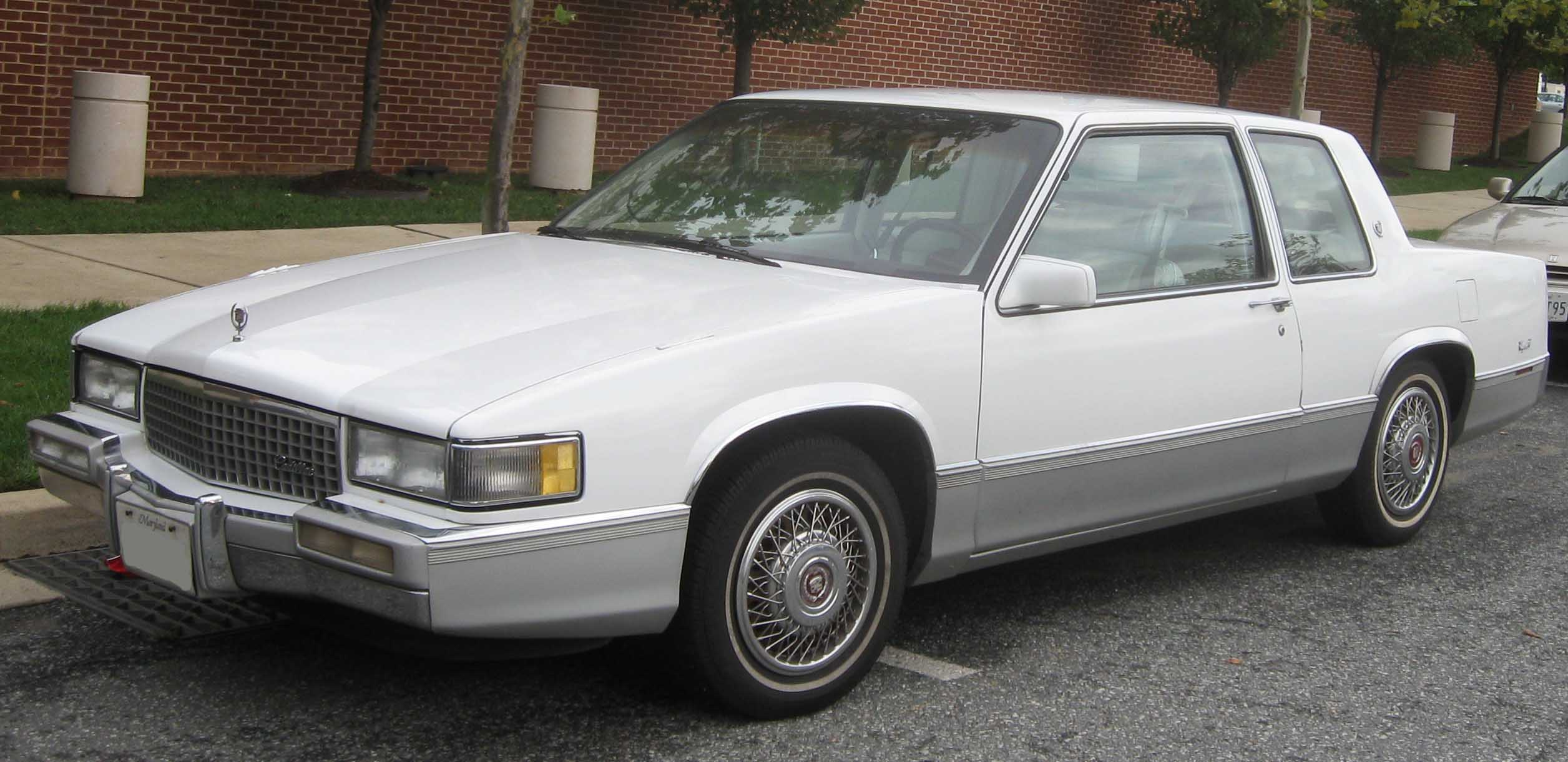
1989 Coupe DeVille

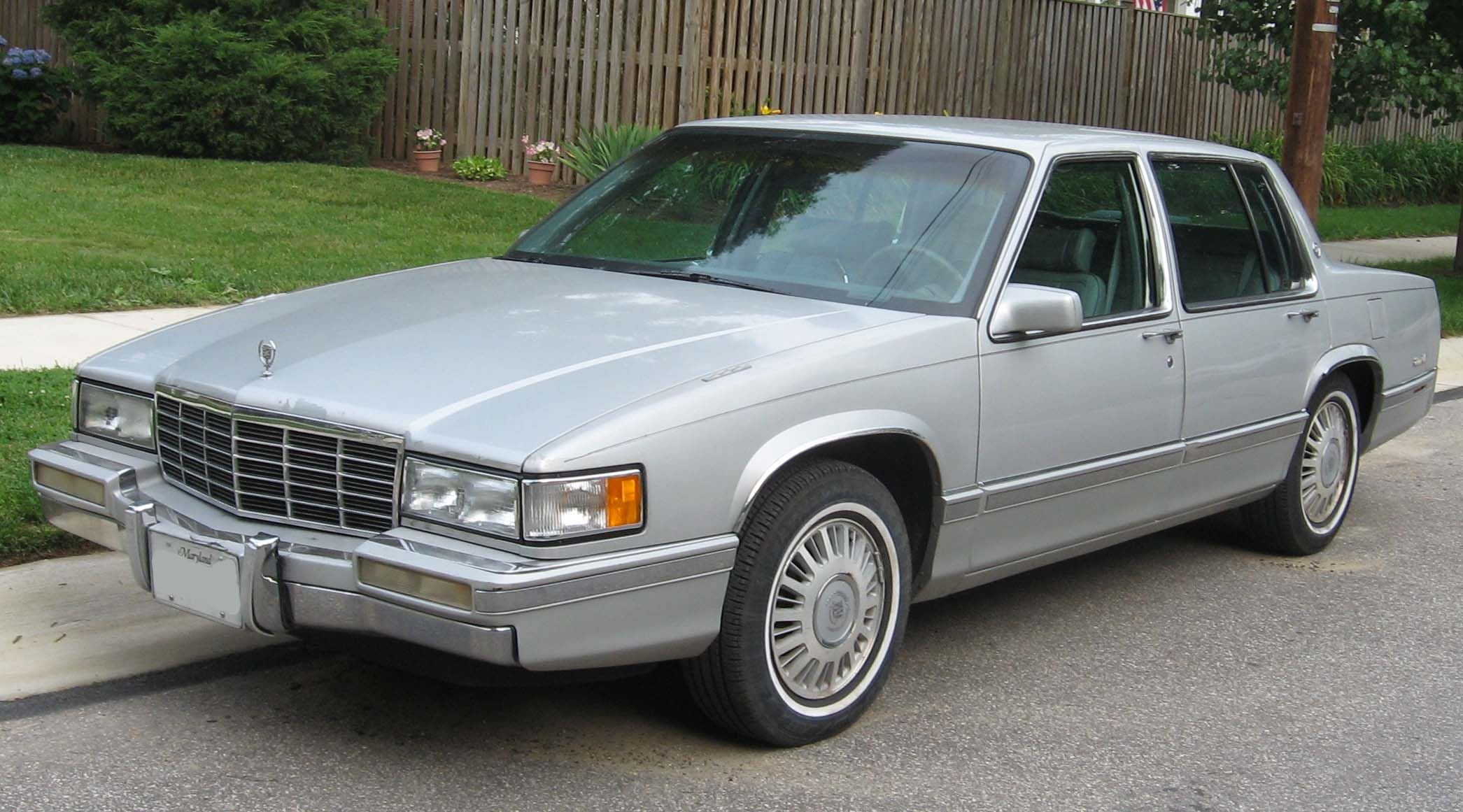
1991 Sedan DeVille

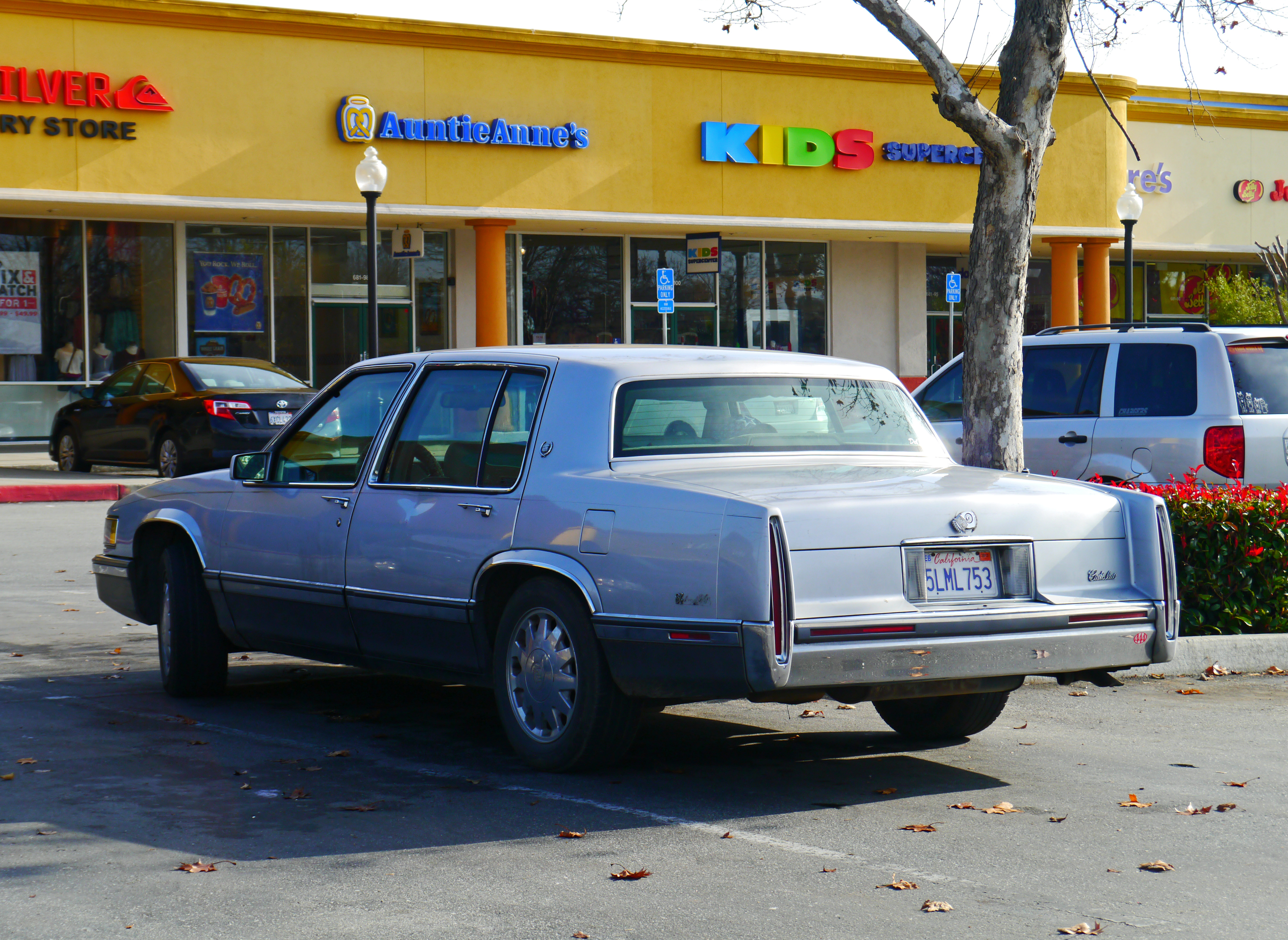
1992 Sedan DeVille (尾部)

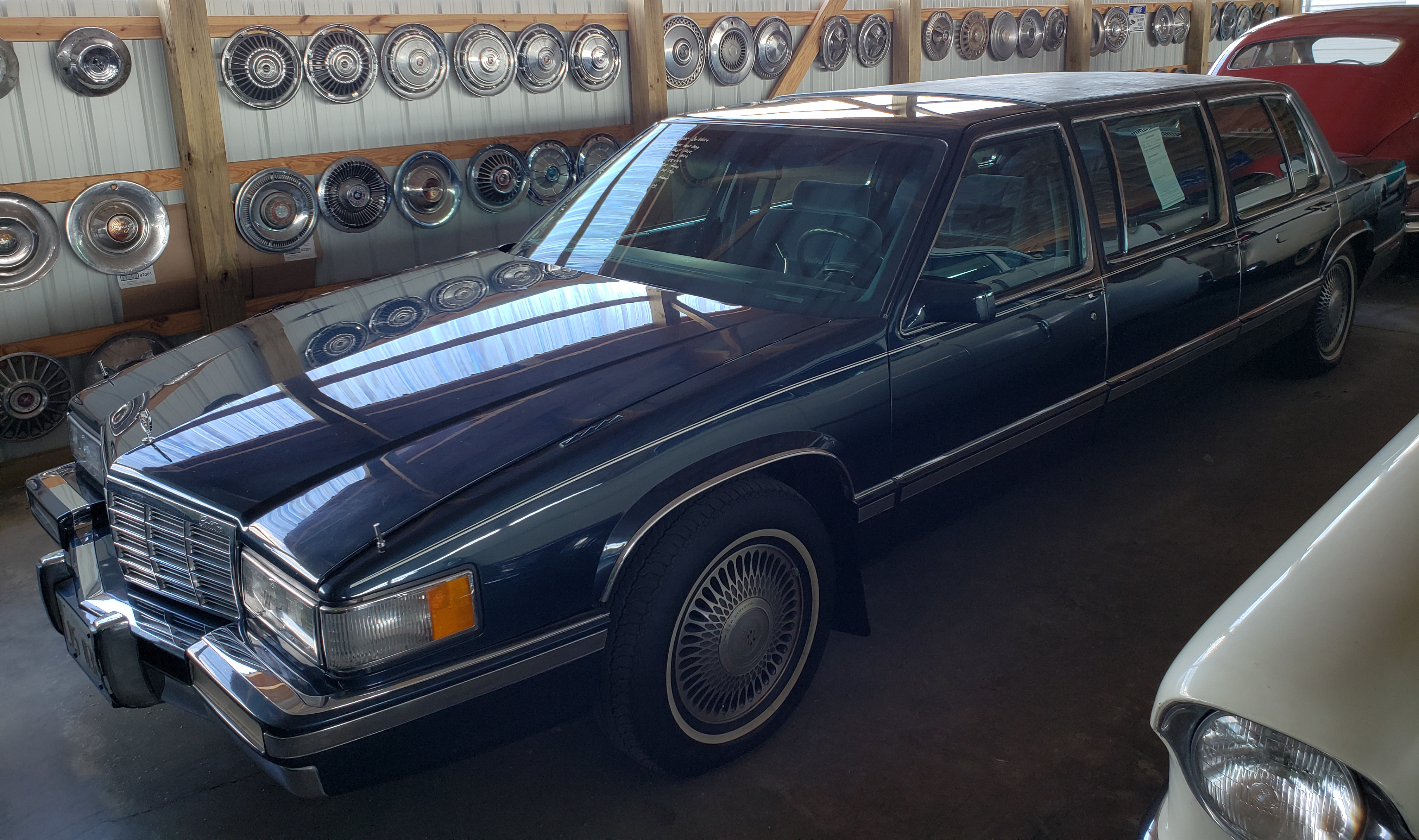
1992 Sedan DeVille 加長版

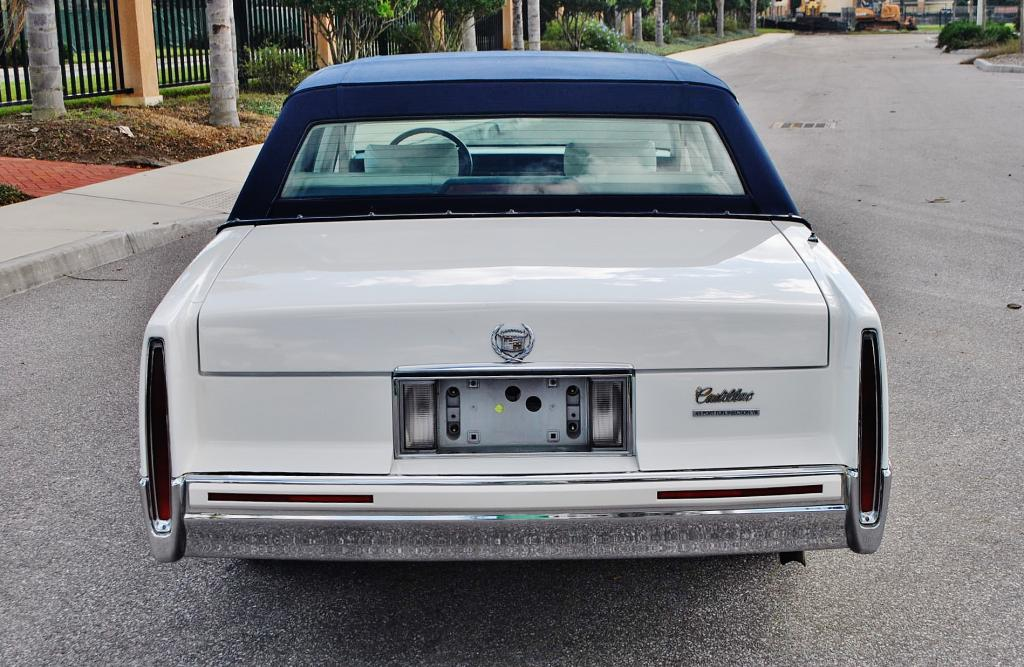
1993 Sedan DeVille (尾部)

1985年，通用汽車推出了全新前輪驅動的C平台，DeVille也從此變為前輪驅動，並將原先DeVille系列中的Fleetwood選配版本拉出來做為獨立車款(1993年Fleetwood更改為後驅，另一個1977年推出的後驅車款Fleetwood brougham為避免搞混於1987年改名為Brougham)。

Fleetwood 和 DeVille 同時於美國販售，兩台車不論外型配置幾乎一樣，且都各自有雙門及四門版本。而d'Elegance選配套件於DeVille移除，1985年DeVille和Fleetwood兩款車型銷量加總後將近20萬台。

### 1986年小改款
引擎仍然使用4.1升OHV V8，壓縮比為8.5:1，馬力為135匹，扭距為270牛頓米。配備方面首次搭載防煞車鎖死系統，智慧型防眩光後視鏡(可透過感測器偵測後方大燈亮度調節)，選配包括2,850美元的車用電話、鋁圈，保險桿防撞條也從黑色改為灰色，Coupe DeVille的定價為19,669美元，Sedan DeVille的定價為19,990美元。

同年，凱迪拉克推出升級版的Touring選配版本，其多了導風翼、烤漆尾燈邊框；含霧燈的前進氣壩、後排頭枕、真皮內飾、性能增強套件等，該選配價格為2,880美元。

凱迪拉克的旅行轎車和旅行轎跑車於1986年推出，基於標準的DeVille，但包括一個額外的功能，如一個微妙的後甲板蓋擾流板，車身顏色的尾燈邊框，帶霧燈的前空氣壩，後排座椅頭枕，真皮內飾，以及性能增強套件等功能。該套餐的價格為2,880美元。

### 1987年小改款
主要改進的是方向燈，大燈也從兩個方形整合成一體式大燈，尾燈也從平面內嵌於鍍鉻件中設計成立體式的，另外，因為許多消費者反應過去的DeVille尺寸太小，於是於1987年車身長度增加了4公分。

### 1988年小改款
此年車型售價調漲了近2,000多美元，因此也增加了幾個配備，包括傾斜的方向機柱、伸縮式方向盤、電動尾廂、分體式前排座椅、定速巡航。引擎也更換至4.5升V8，提供155匹馬力，雙門售價為23,049美元，四門售價為23,404美元。

### 1989年小改款
1989年，前後保險桿都重新設計了，車內的第三剎車燈也重新設計、擋泥板從鋼製換成塑料。另外選配包括駕駛員座安全氣囊、Bose光碟播放機、電加熱擋風玻璃和一套四個車內地毯。

### 1990年小改款
1990年，DeVille和Fleetwood 為了安裝安全氣囊，取消了前後距離調整方向盤，僅能上下調整，引擎則增加了25匹馬力（19千瓦）。另外配備方面，首次使用通用汽車的PASS Key防盜系統、附儲物空間的中央扶手。

### 1991年小改款
為了與其對手Lexus LS400、Infiniti Q75、Honda Accord、Toyota cressida等競爭，引擎換上了更有力的4.9升V8，可產生200匹馬力，水箱罩造型也改成類凱迪拉克標誌的盾牌型，其特色一直延續使用到今天的車款。配備方面包括防煞車鎖死、自動門鎖、暮光哨兵大燈控制、防眩光變色後視鏡(附除霧功能)、電、後座出風口、中央門鎖、遮陽簾、變速箱安全鎖、機油更換指示器、Keyless等。

### 春季版DeVille
1991年至1993年，凱迪拉克推出了春季版套餐，包括Phaeton版本的敞篷車頂、車身顏色烤漆的門把手、金色飾板、穿孔真皮座椅和蕾絲紋鋁圈。
1992年，升級版的Touring Sedan繼續作為限量選配，卡帶機的“Symphony Sound”立體聲喇叭、卡帶與CD同時支援的Delco / Bose音響、速度感應式懸架和牽引力控制系統，1992年大約生產了5,300台。

### 最後一代的Coupe DeVille
雙門版的Coupe DeVille由於銷量不斷下滑，最終決定於1993年7月停止生產，並標配以前需選購的Cabriolet套件，包括乙烯基車頂，Coupe DeVille 歷時35年。

### 第六代DeVille銷量[16]
| 年分 | 雙門    | 四門    | 共計      |
| ---- | ------- | ------- | --------- |
| 1985 | 37,485  | 151,763 | 189,248   |
| 1986 | 36,350  | 129,857 | 166,207   |
| 1987 | N/A     | N/A     |           |
| 1988 | N/A     | N/A     |           |
| 1989 | 4,108   | 122,693 | 126,801   |
| 1990 | 2,438   | 131,717 | 134,155   |
| 1991 | 12,134  | 135,776 | 147,910   |
| 1992 | 8,423   | 133,808 | 142,231   |
| 1993 | 4,711   | 125,963 | 130,674   |
| 共計 | 105,649 | 931,577 | 1,037,226 |

## 第七代 (1994–1999)

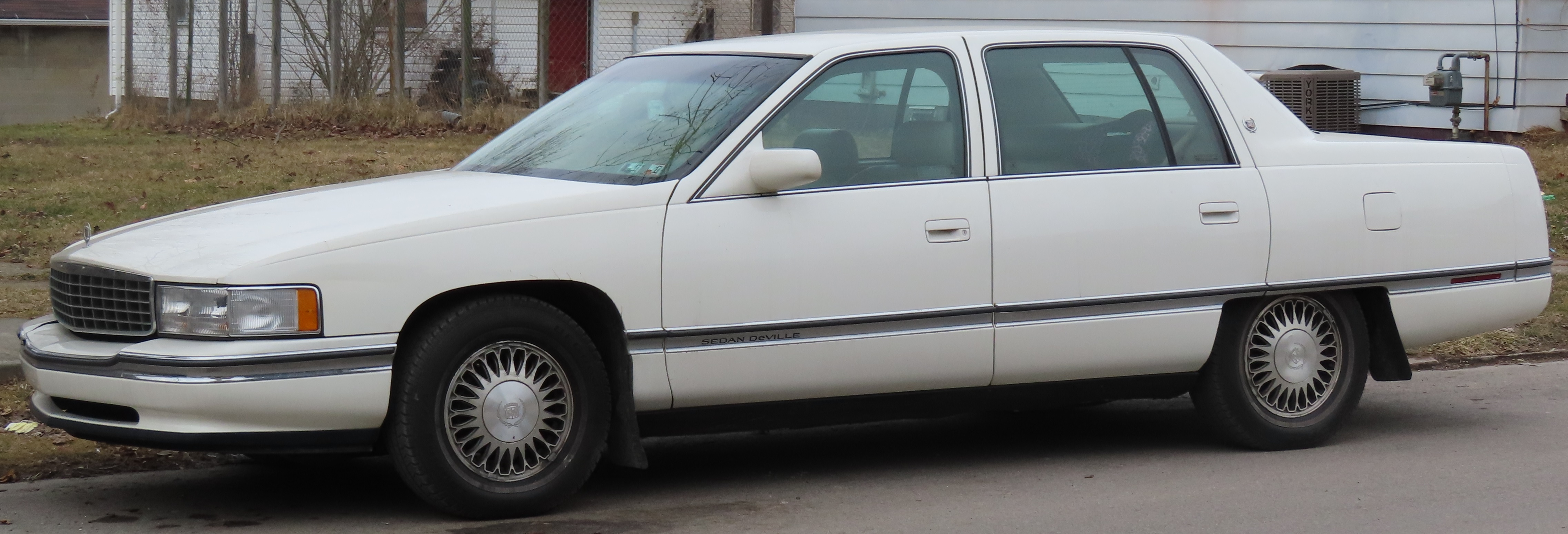
1994 Sedan DeVille

### 設計
1994年，Sedan DeVille首次由C平台換上了與Seville共用的K平台，在外型方面，軸距維持不變，但車身從4米9拉長至5米3，整體線條更加圓滑簡潔，全車並無多餘的銳利菱角，後車輪又做回去以前的藏輪設計。

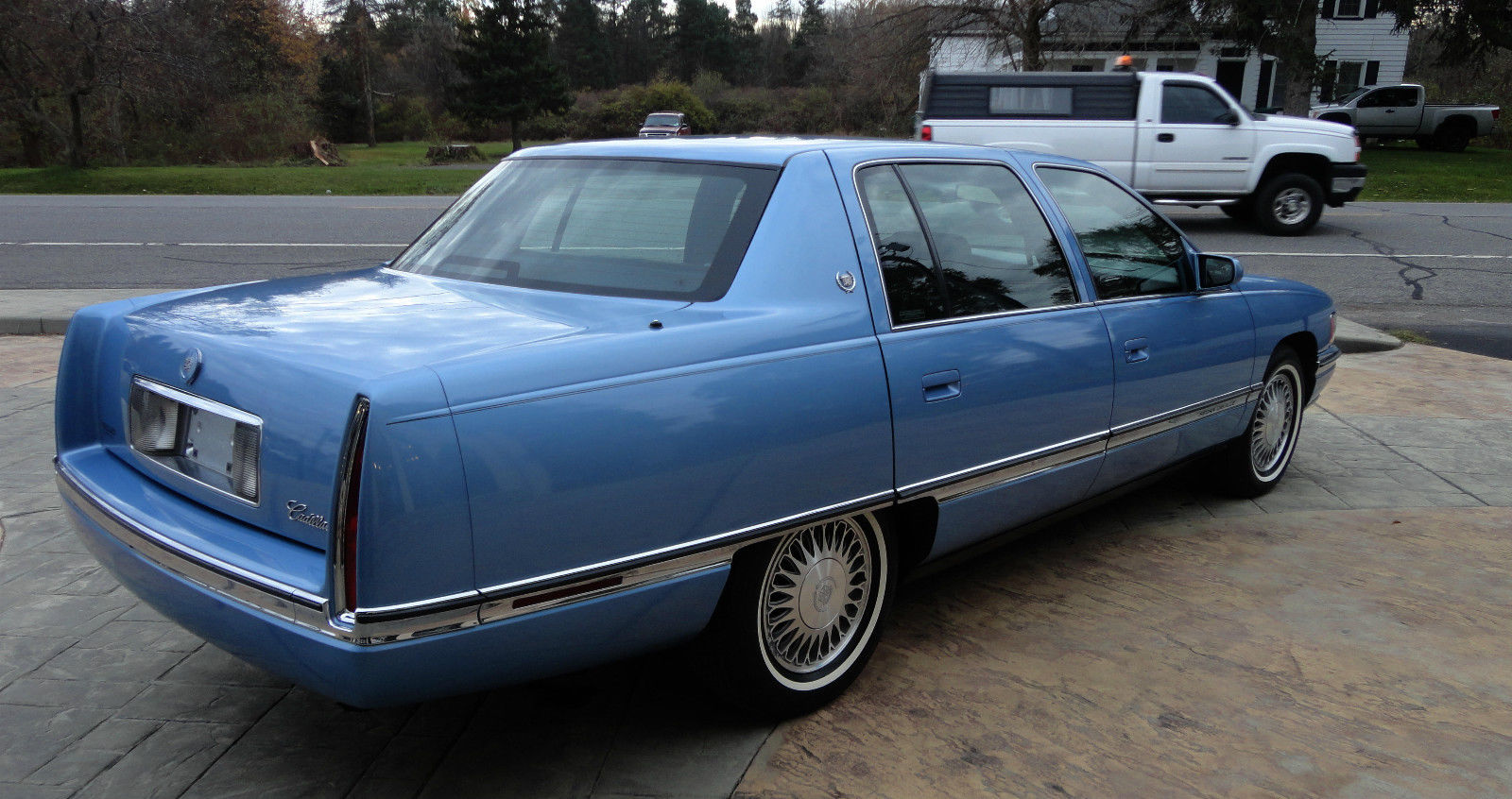
1995 Sedan DeVille

### 配備
全車標配駕駛座安全氣囊、數位儀錶板、雙區恆溫空調、六具喇叭、前排一體式座椅、定速巡航，選配則有CD車機、11具喇叭、皮革座椅、前排桶型座椅等。Concours版本((取代原先的DeVille Touring Sedan版本)甚至推出了連續可變道路感應懸吊系統（CVRSS)

### 動力
基本車型搭載4.9升V8引擎，DeVille Concours版本則配備了新的LD8 V8 北極星引擎，可產生270匹馬力。

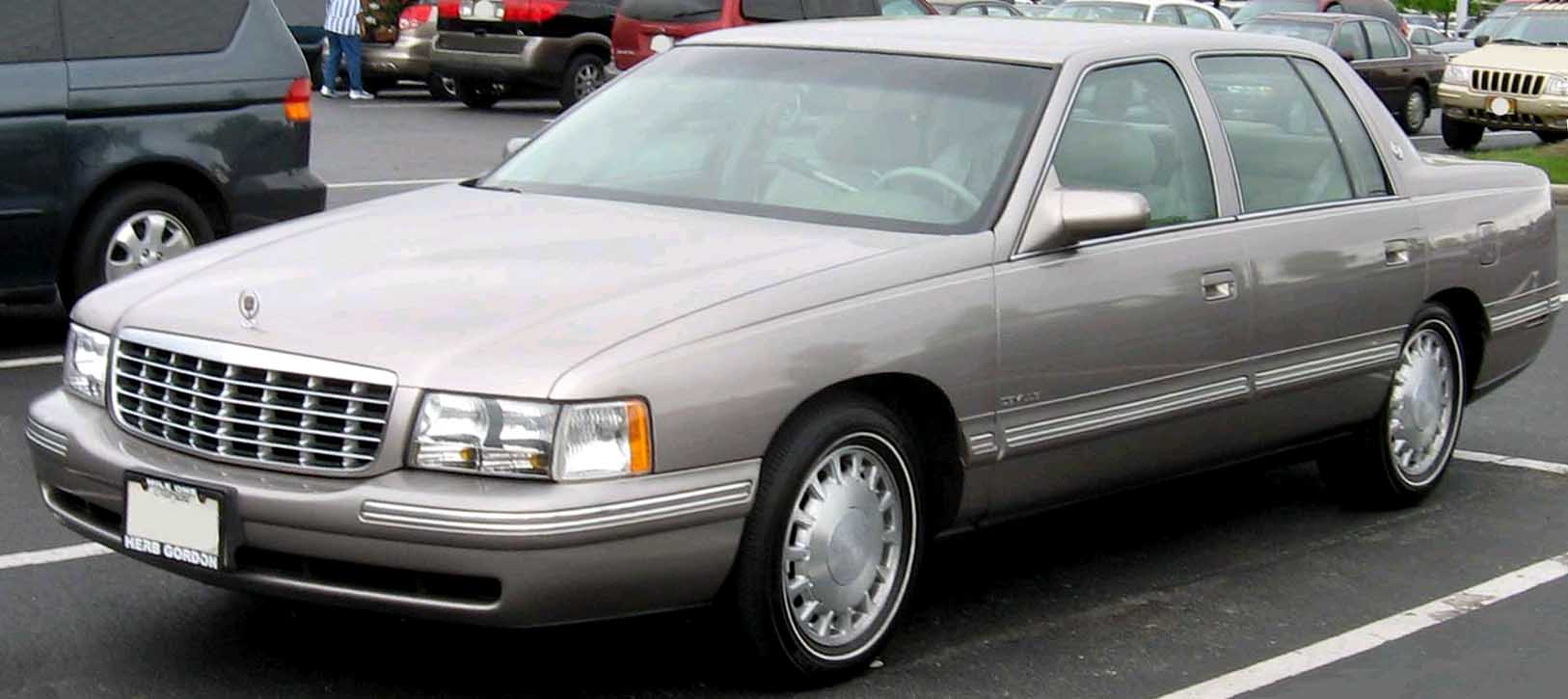
1997–1999 DeVille

### 1997年小改款
1997年起Sedan DeVille將改名為DeVille，水箱罩、大燈、輪圈及保險桿都重新設計，藏輪設計也取消了，車身多處鍍鉻件也都改為黑色塑料，整體更加地現代化，動力部分取消了4.9升V8引擎並改為LD8北極星引擎，原先Concours版本則升級到了更高輸出的L37 北極星引擎，馬力提升至300匹馬力，並標配即時阻尼和底盤控制系統ICCS。
配備方面增加了d'Elegance的選配版本，外觀方面多了些金色飾條，內裝則多了後座照明梳妝鏡、重新設計的儀錶板、隱藏安全氣囊的接縫、安吉星系統等。

### 第七代DeVille產量[16]
|      | 總數    |
| ---- | ------- |
| 1994 | 120,352 |
| 1995 | 109,066 |
| 1996 | 100,251 |
| 1997 | 99,601  |
| 1998 | 111,030 |
| 1999 | *       |

*未提供1999年數據
| 款式     | 年分      | 引擎               | 動力                      | 扭距                          |
| -------- | --------- | ------------------ | ------------------------- | ----------------------------- |
| 基本版   | 1994–1995 | 4.9 L L26 V8       | 200 hp (149 kW) @4100 rpm | 275 lb·ft (373 N·m) @3000 rpm |
| 基本版   | 1996–1999 | 4.6 L LD8 北極星V8 | 275 hp (205 kW) @5750 rpm | 300 lb·ft (407 N·m) @4000 rpm |
| Concours | 1994      | 4.6 L LD8 北極星V8 | 270 hp (201 kW)           | 300 lb·ft (407 N·m)           |
| Concours | 1995      | 4.6 L LD8 北極星V8 | 275 hp (205 kW) @5750 rpm | 275 lb·ft (373 N·m) @4750 rpm |
| Concours | 1996–1999 | 4.6 L L37 北極星V8 | 300 hp (224 kW) @6000 rpm | 295 lb·ft (400 N·m) @4400 rpm |

## 第八代 (2000–2005)

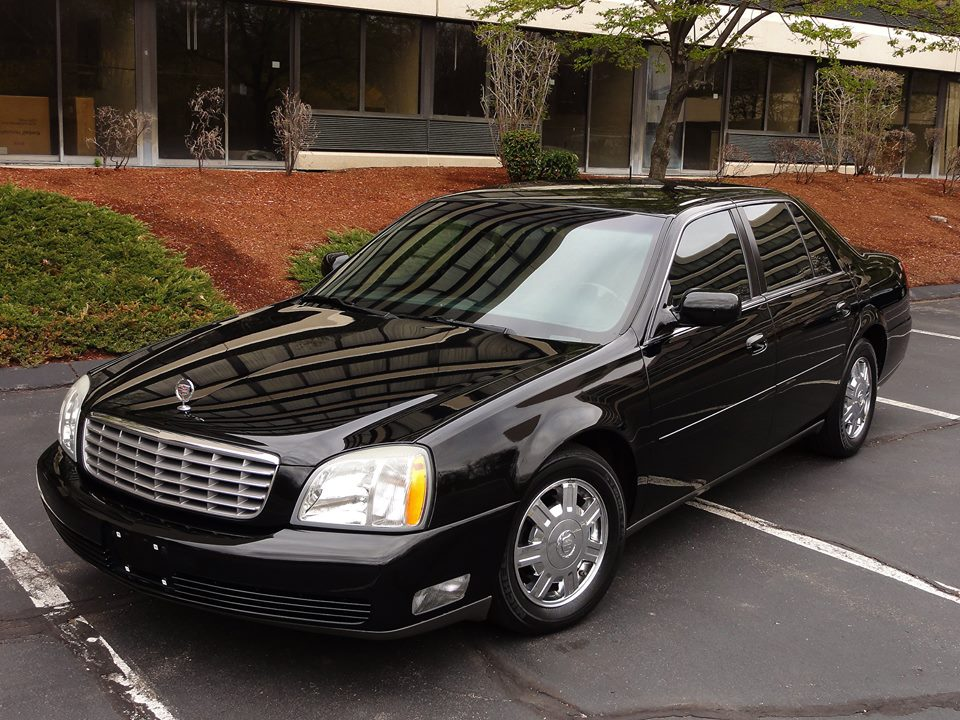
2003 DeVille

### 設計
第八代DeVille從頭到尾皆進行大更動，平台更換至G平台，線條更加簡潔，風阻係數達到0.30，防撞條也改為車身同色烤漆，整體更加圓潤現代，於2005年停產，後繼車款為DTS。

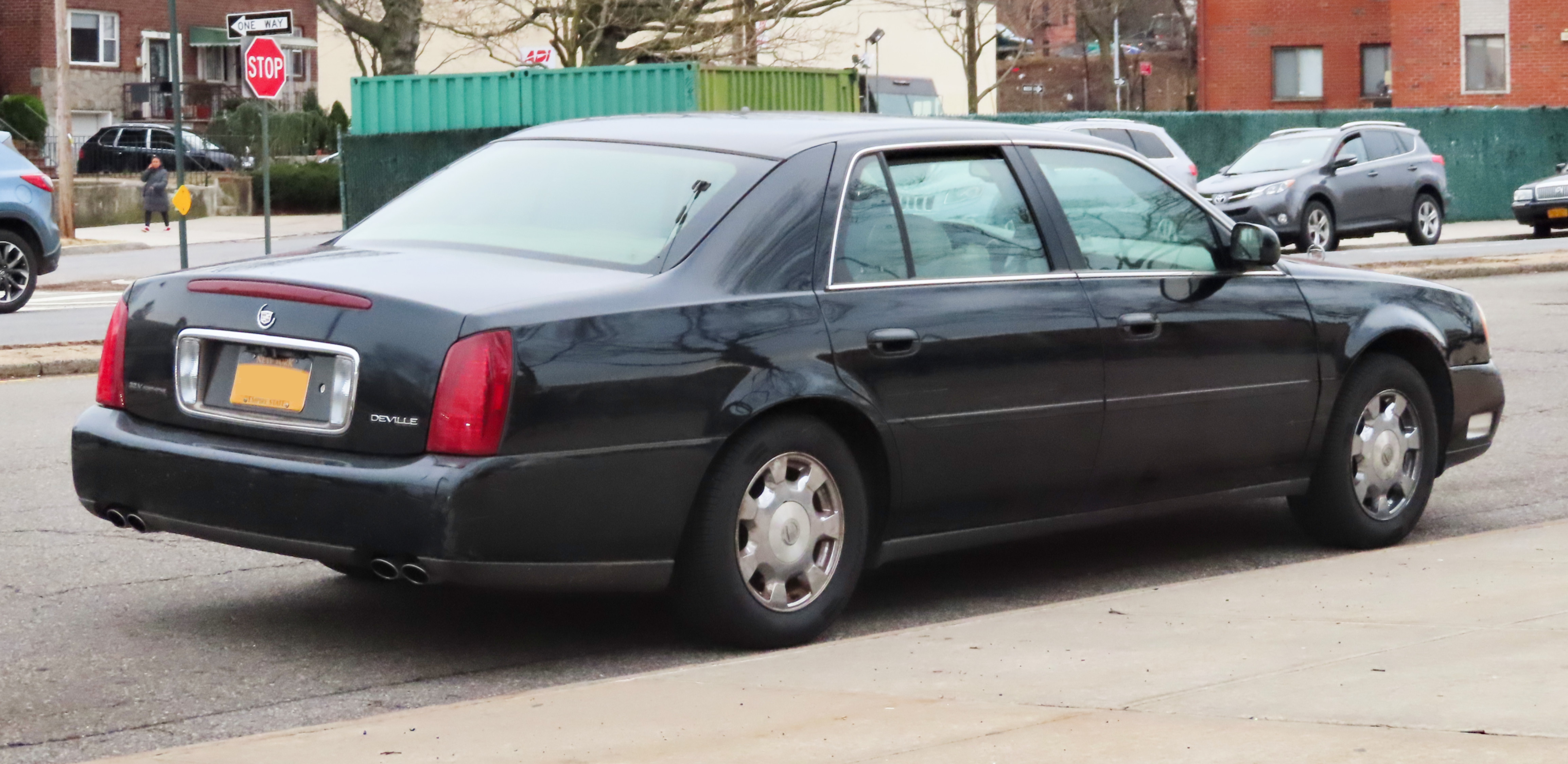
2002 DeVille 尾部

### 配備
此代DeVille也是全球第一台搭載夜視功能的車款，為通用汽車與雷神技術公司共同開發，其裝置原理是透過水箱罩內被動紅外感測器攝像頭偵測，交給行車電腦計算判斷，再將呈現顯示於擋風玻璃的抬頭顯示器上。由於該系統輸出標準的NTSC複合視頻信號，且技術與零件簡易便宜，因此其他車款也陸陸續續配置夜視功能。

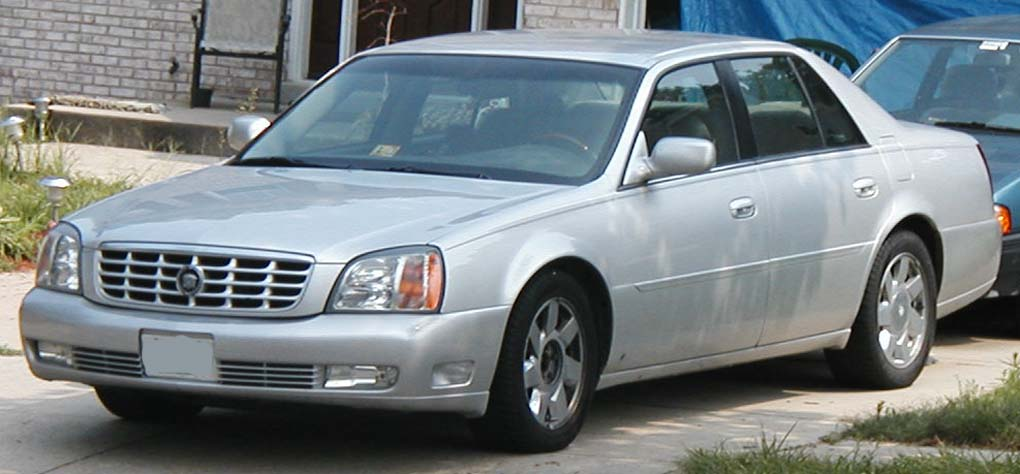
2005 DeVille

### 版本
另外，d'Elegance選配版本改名為DeVille DHS（DeVille High Luxury Sedan），增加電動後遮陽簾和後排加熱按摩座椅。DeVille Concours版本改名為DeVille DTS（DeVille Touring Sedan），並具有穩定性控制系統、帶磁流變阻尼、連續可變道路感應懸架（CVRSS）和車載導航。

### 動力
| 版本         | 年分      | 引擎                   | 動力                      | 扭距                          |
| ------------ | --------- | ---------------------- | ------------------------- | ----------------------------- |
| 基本版 / DHS | 2000-2001 | 4.6 L LD8北極星引擎 V8 | 275 hp (205 kW) @5750 rpm | 300 lb·ft (407 N·m) @4750 rpm |
| 基本版 / DHS | 2002–2005 | 4.6 L LD8北極星引擎 V8 | 275 hp (205 kW) @5600 rpm | 300 lb·ft (407 N·m) @4000 rpm |
| DTS          | 2000–2004 | 4.6 L L37北極星引擎 V8 | 300 hp (224 kW) @6000 rpm | 295 lb·ft (400 N·m) @4400 rpm |
| DTS          | 2005      | 4.6 L L37北極星引擎 V8 | 290 hp (216 kW) @5600 rpm | 285 lb·ft (386 N·m) @4400 rpm |

## 另請參見
- 凱迪拉克Seville
- 凱迪拉克62系列
- 凱迪拉克70系列
- 凱迪拉克Fleetwood
- 凱迪拉克Fleetwood Brougham
- 凱迪拉克Brougham
- 凱迪拉克DTS

## 外部連結
- Cadillac DeVille official site，存档于（存檔日期 2003-08-01）